# Estados Federados de Micronesia
Los Estados Federados de Micronesia (EFM; en inglés, Federated States of Micronesia /ˌmaɪkroʊˈniːʒə/ (escucharⓘ); abreviado por sus siglas en inglés como FSM), o simplemente Micronesia, son un Estado soberano insular en la región de Micronesia, cuya forma de gobierno es la república federal democrática. Administrativamente, está constituido por cuatro estados —de oeste a este: Yap, Chuuk, Pohnpei y Kosrae— esparcidos a lo largo del océano Pacífico, al norte del ecuador terrestre. Son alrededor de 607 islas que cubren una distancia longitudinal de 2700 kilómetros. Su capital es Palikir, en la isla de Pohnpei.
El país es considerado un microestado pues posee una superficie terrestre de 702 kilómetros cuadrados (similar a la de Singapur); sin embargo, su zona económica exclusiva se extiende por un mar de más de 2 600 000 km², lo que supone un tamaño similar al territorio terrestre de Kazajistán. Sus límites son al suroeste, con la isla de Nueva Guinea; al norte, con Guam y las islas Marianas; al este, con Nauru y las Islas Marshall y al oeste con Palaos y Filipinas. Se encuentran a unos 2900 km al norte de Australia y a unos 4000 km al oeste de Hawái.
Cada uno de sus cuatro estados se localiza alrededor de una o más islas principales, y todos salvo Kosrae incluyen numerosos atolones. El país es conocido generalmente con el término Micronesia, aunque este puede referirse tanto al Estado independiente como a la región geográfica.
Los primeros exploradores europeos que llegaron a las islas fueron portugueses, pero finalmente fue el Imperio español el primero en ejercer una soberanía efectiva sobre el archipiélago. Con el final de la guerra hispano-estadounidense, las islas pasaron a formar parte del Imperio alemán y luego fueron asignadas al Imperio del Japón tras la Primera Guerra Mundial. Después de la Segunda Guerra Mundial, el territorio se constituyó en el Territorio en Fideicomiso de las Islas del Pacífico, un fideicomiso de Naciones Unidas otorgado a los Estados Unidos de América. El 10 de mayo de 1979, el fideicomiso adoptó una constitución, consiguiendo la total autonomía el 3 de noviembre de 1986, tras la firma de un tratado de Libre Asociación con el país americano.
El 22 de diciembre de 1990 fue reconocida oficialmente la independencia, según la Resolución 683 del Consejo de Seguridad de las Naciones Unidas.
Con un índice de desarrollo humano medio (0,645), el país posee una población estimada de 111 000 habitantes en el año 2009. Estos datos se traducen en una esperanza de vida de 69,2 años (2012).

## Historia

### Historia precolonial
Los antepasados austronesios de los micronesios se establecieron allí hace más de 4000 años. Un sistema descentralizado basado en caciques acabó evolucionando hacia una cultura económica y religiosa más centralizada, centrada en Pohnpei. Los habitantes de las islas Carolinas mantenían contactos regulares con el pueblo chamorro de las islas Marianas, así como viajes más raros a las islas orientales de Filipinas.
Nan Madol en Ponapé, consistente en una serie de pequeñas islas artificiales unidas por una red de canales, es llamada a menudo la Venecia del Pacífico. Se localiza cerca de la isla de Ponapé y solía ser el centro ceremonial y político de la dinastía Saudeleur que reunió a las 25 000 personas de Ponapé desde alrededor del 500 a C. hasta el 1500, cuando se produjo el colapso del sistema centralizado.

### El Imperio de Yap
Desde aproximadamente el año 1500, antes del inicio de la administración colonial extranjera por parte de las potencias occidentales, la isla de Yap creó y mantuvo un conjunto único de relaciones socioeconómicas y políticas con las islas vecinas situadas al este y al suroeste en lo que se conoce como el Imperio Yapés. Aunque a pequeña escala y de manera informal, el Imperio propiamente dicho se formó cuando lo que hoy se conoce como el municipio de Gagil, a través del pueblo principal de Gatchaper, desarrolló y mantuvo una red comercial y política marítima con atolones y grupos de islas más pequeños entre Yap y Chuuk, que abarcaba más de 1500 kilómetros (932,01 millas) del Pacífico occidental.

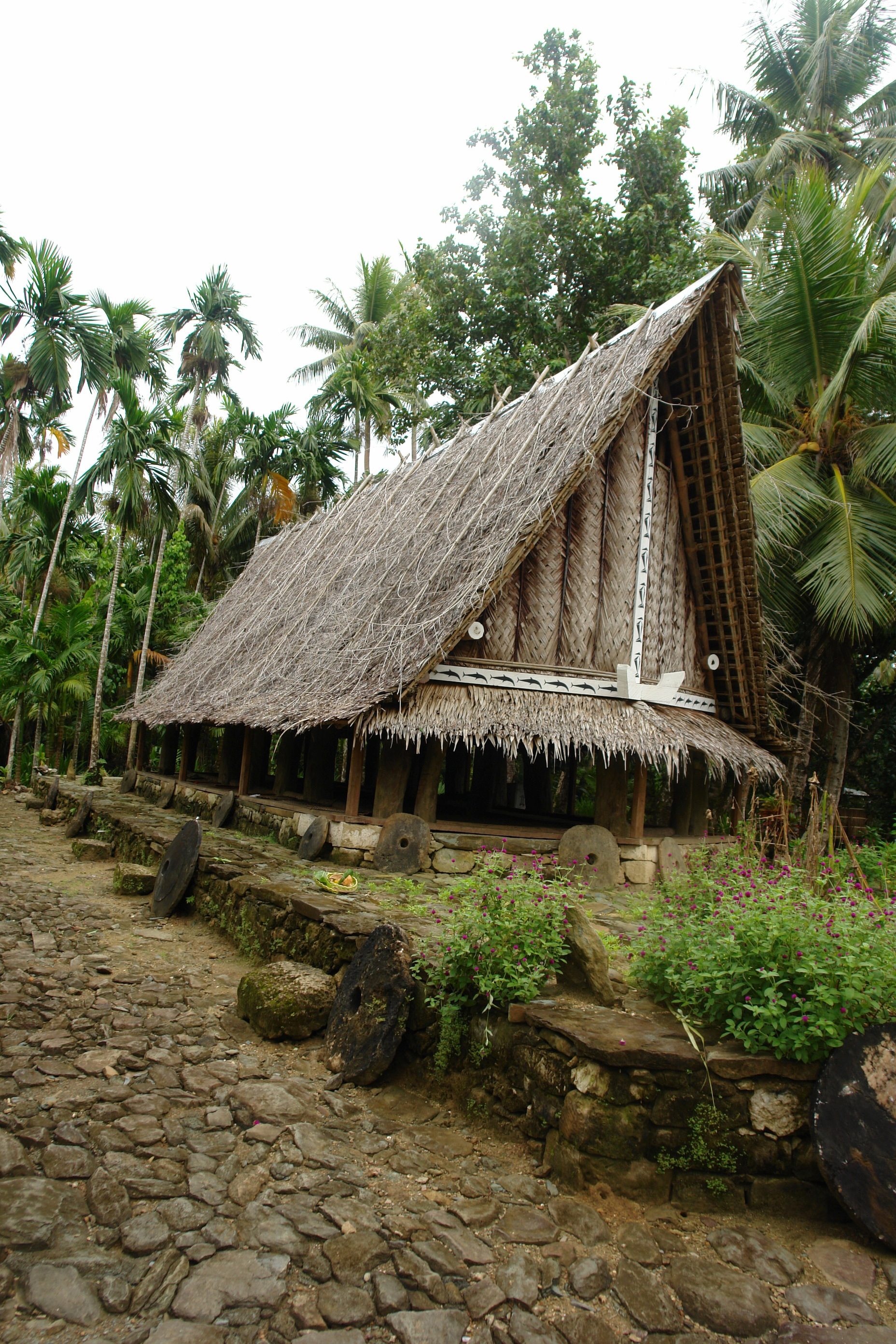
Casa tradicional de reuniones en Yap

A través de una relación conocida como sawey, el Imperio exigía un tributo conocido como Pitigil Tamol que se entregaba al jefe supremo de Gagil en Gatchaper. Estos tributos incluirían bagiiy (lavalava), cuerda de coco, aceite de coco, esteras y conchas. A cambio, Gagil se correspondería con el apoyo mutuo de la isla principal en caso de emergencias naturales, así como con bienes. Estos bienes de Gagil incluirían canoas yapenses, cúrcuma, piedra de sílex y otros recursos yapenses. La relación también solicitaba el servicio de aquellos con experiencia y conocimientos de navegación junto con los navegantes yapenses. Esta relación puede haber ayudado a los yapeses a navegar hasta Palaos para extraer las piedras Rai, los discos de moneda de piedra tallados en calcita cristalina que aún se utilizan hoy en día en las transacciones culturales.
Aunque esta relación única con Gagil y las islas exteriores puede parecer de explotación, investigadores como Lessa y Lingenfelter sostienen que la relación fue mayoritariamente mutua y, en la mayoría de los casos, fue más beneficiosa para los carolinos que para los yapeses. Lessa también había sugerido que el llamado imperio se formó a partir de la conquista y el "chantaje" mediante la brujería y la economía.
Otros lugares mencionados en la literatura antropológica-histórica del Pacífico que eran bastante parecidos al Imperio Yapés era el Imperio Tongano, también conocido como Tu'i Tonga, que es el actual Reino de Tonga.

### Sociedad tradicional
La sociedad tradicional yapense antes de las administraciones coloniales extranjeras estaba dividida en múltiples aldeas y municipios y es de naturaleza altamente feudal. El poder no estaba asignado a una sola autoridad que controlara Yap, sino que estaba descentralizado y asignado a al menos diez municipios. Un rasgo definitorio de la sociedad yapense era su singular y complejo sistema de castas sociales, que sigue vigente en la actualidad. Cada uno de los actuales ciento veintinueve (129) pueblos de Yap está organizado en unidades individuales basadas en el sistema de clases.
Aunque cada aldea tiene su propio rango de clase dentro del municipio, basado en el número de victorias militares, cada aldea tiene también su propio conjunto interno de clases sociales exclusivas de ese grupo. Todas las aldeas de clase baja y de bajo rango estaban bajo la autoridad de las aldeas de rango superior, ya que estas últimas tenían un poder y una voz considerables (lungun). Un ejemplo de aldea de alto rango es la ya mencionada Gatchaper, cuyo rango es Bulche' o 'UIun'. Debido a que las aldeas y los municipios estaban continuamente en guerra entre sí, los rangos sociales de las aldeas y de las personas fluctuaban en función de los resultados militares.
Sin embargo, en el siglo XX, durante la colonización alemana de Yap, la administración alemana pacificó la isla y aplicó una estricta prohibición de los conflictos violentos. Esta política provocó la congelación permanente de todos los rangos sociales. En la actualidad, hay tres aldeas con jefes de alto rango: La aldea Teb en el municipio de Tamil, la aldea Ngolog en el municipio de Rull y Gatchaper en el municipio de Gagil.

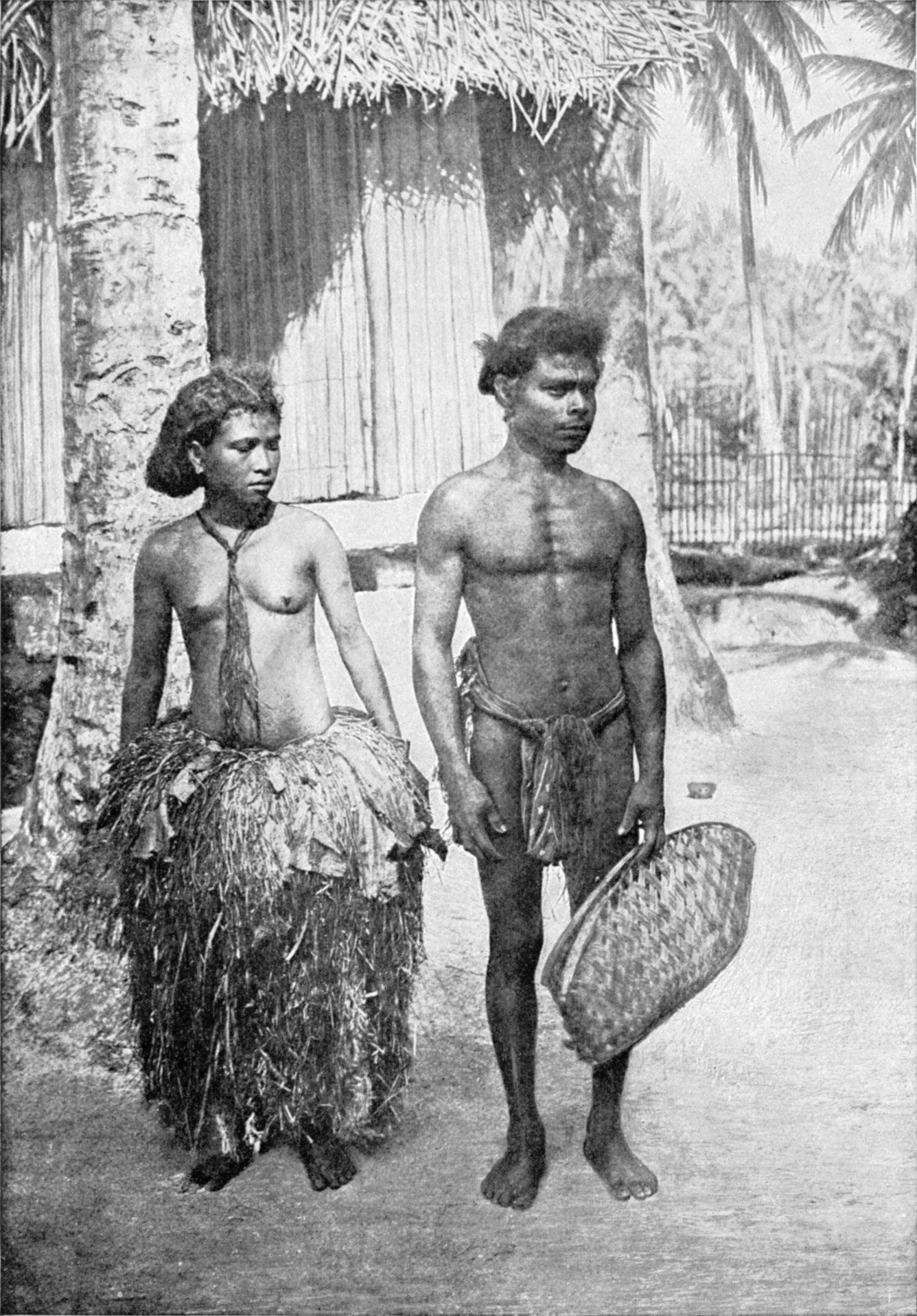
Hombre y mujer (esclavos) de la tribu Pimlingai, en Uap (Islas Carolinas) en 1911

Estas aldeas principales y sus municipios se denominan en yapés "fare dalip e nguchol", que significa "las tres piedras de la cocina". Esta similitud se creó para describir la relación entre estos tres pueblos y municipios con los otros siete restantes. Las piedras, o nguchol, representan a Tamil, Gagil y Rull, mientras que la olla representa a la isla de Yap. El dicho dice que cuando una piedra, o un municipio o pueblo, cayera, todo Yap y su valor caerían también.

### Período de clima óptimo
Entre los años 1000 y 1300, en el Océano Pacífico, existió un período de clima cálido y húmedo estable, con lluvias constantes, esto favoreció una importante producción de alimentos y, por tanto, el crecimiento de las poblaciones. Entre los años 1000 y 1200, las poblaciones de la Polinesia occidental emigraron e invirtieron parte de la Melanesia y, para los conocidos como eliceos, probablemente originarios de Tuvalu y Tokelau, algunos puntos de la Micronesia poco poblados o deshabitados que constituyen los actuales Estados Federados de Micronesia, los atolones de Kapingamarangi y Nukuoro.
El aumento de la densidad de población hizo necesario organizar el acceso y la distribución de la tierra, los alimentos y los recursos. En consecuencia, se produjeron procesos de formalización cultural. Los grupos específicos, a través de sus construcciones, materializaron sus vínculos con una zona de tierra y mar de una manera mucho más íntima que antes. Con el desarrollo de las estructuras sociales, surgieron diferentes estatus sociales que se reflejaron en diferentes funciones y riquezas. Los linajes asociados a la tierra aparecen en este período.
Antes del año 1000, la arqueología no ha registrado las formas de asentamiento que hubo en los actuales Estados Federados de Micronesia. Cerca de allí, en Palaos, los edificios son de tierra. Después del año 1000, este modo de construcción continuó, pero en toda Micronesia, como en el resto del Pacífico, los cimientos de piedra se convirtieron en la norma. En Palaos y en los actuales estados de Yap y Chuuk, los edificios se asocian a caminos pavimentados, vallas fronterizas de piedra, muros y otras construcciones de piedra, tal y como todavía aparecen en los pueblos a principios del siglo XXI.
La durabilidad de este clima óptimo también permitió la aparición de tradiciones monumentales.

### Pequeña edad del hielo

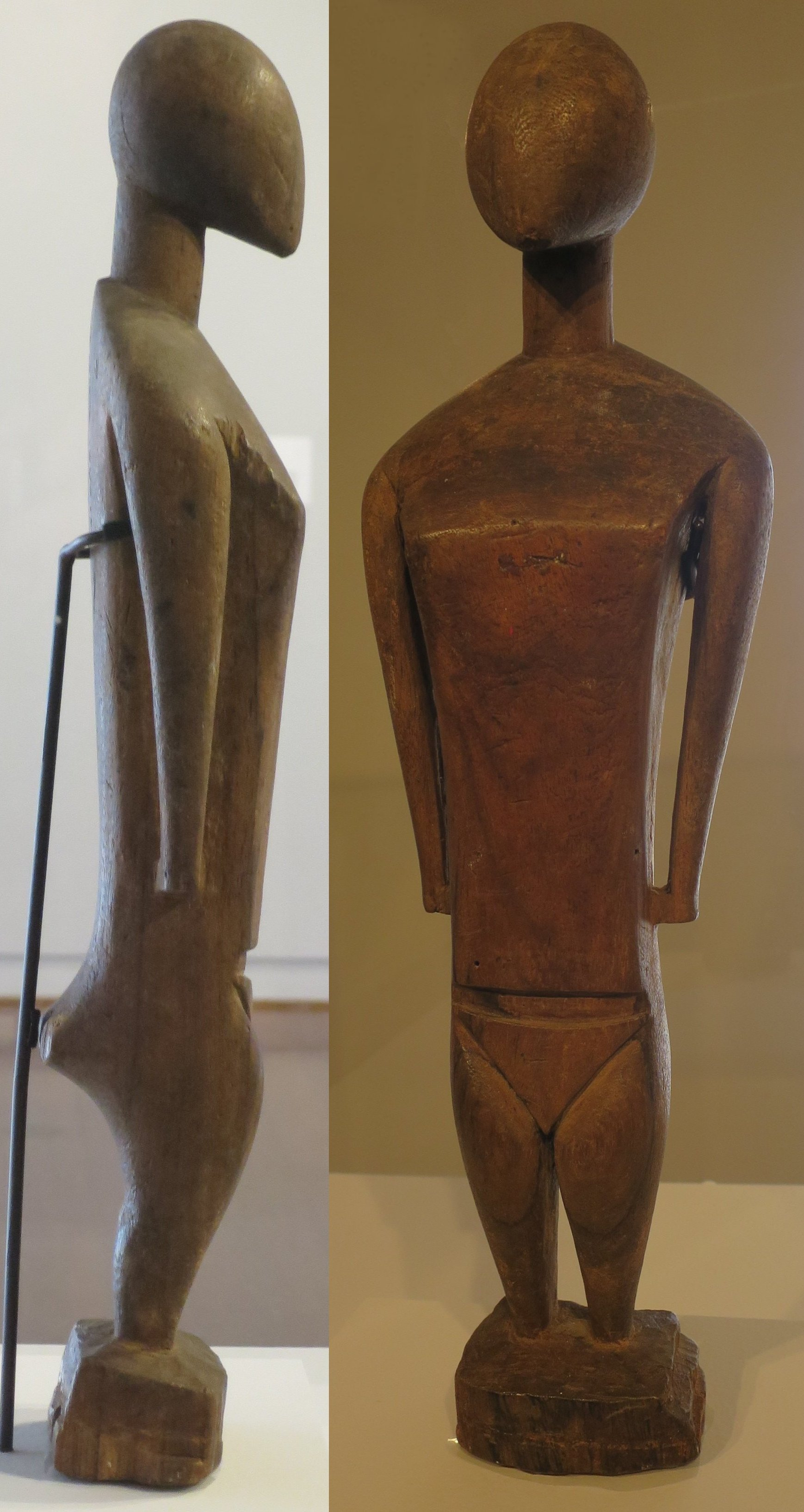
Figura ancestral (tino aitu), atolón de Nukuoro, estado de Pohnpei

Alrededor de 1300 comienza la Pequeña Edad de Hielo, que dura hasta aproximadamente 1850. El tiempo era más inestable, tormentoso, seco y frío. El nivel del mar aumenta, lo que provoca una mayor erosión costera y la salinización de los recursos hídricos en los atolones e islas de baja altitud de Micronesia y Polinesia, lo que puede haber provocado movimientos de población. Alrededor del año 1400, como adaptación a estas condiciones de vida menos favorables, los grupos se dedicaron a formas de competencia que podían conducir a una intensificación de la producción económica. Fruto de una maduración iniciada en torno al año 1000, las sociedades del Pacífico estaban entonces claramente jerarquizadas.
El intercambio de mercancías entre las islas permitió reducir los riesgos climáticos, en particular los relacionados con los ciclones tropicales, sobre todo para los atolones e islas pequeñas vulnerables. Entre estas redes económicas se encuentra el sawei, un complejo sistema tribal que implica intercambios entre islas según una jerarquía de comunidades. Las islas Yap reciben bienes e información de las islas orientales y les dan a cambio recursos básicos o bienes de lujo. Las islas Yap proporcionan mano de obra a Palaos y, a cambio, reciben la oportunidad de extraer dinero en piedra.

### Pohnpei y el gobierno de Saudeleur
En Pohnpei, la historia precolonial se divide en tres épocas: Mwehin Kawa o Mwehin Aramas (Período de construcción o de poblamiento, antes de c. 1100); Mwehin Sau Deleur (Período del Señor de Deleur, c. 1100 a c. 1628); y Mwehin Nahnmwarki (Período de los Nahnmwarki, c. 1628 a c. 1885). La leyenda pohnpeana cuenta que los gobernantes Saudeleur, los primeros en llevar el gobierno a Pohnpei, eran de origen extranjero. La forma centralizada de gobierno absoluto de los Saudeleur se caracteriza en la leyenda de Pohnpei por ser cada vez más opresiva a lo largo de varias generaciones. Las exigencias arbitrarias y onerosas, así como la reputación de ofender a las deidades de Pohnpei, sembraron el resentimiento entre los pohnpeianos. La dinastía Saudeleur terminó con la invasión de Isokelekel, otro extranjero semimítico, que sustituyó el gobierno Saudeleur por el sistema nahnmwarki, más descentralizado, que existe en la actualidad. Isokelekel es considerado el creador del moderno sistema social nahnmwarki de Pohnpe y el padre del pueblo de Pohnpei.
Nan Madol, en la costa de la isla de Temwen, cerca de Pohnpei, consiste en una serie de pequeñas islas artificiales unidas por una red de canales, y a menudo se la llama la Venecia del Pacífico. Está situada cerca de la isla de Pohnpei y fue la sede ceremonial y política de la dinastía Saudeleur, que unió a los 25 000 habitantes de Pohnpei, según se calcula, hasta que su sistema centralizado se derrumbó con la invasión de Isokelekel. Isokelekel y sus descendientes ocuparon inicialmente la ciudad de piedra, pero luego la abandonaron.

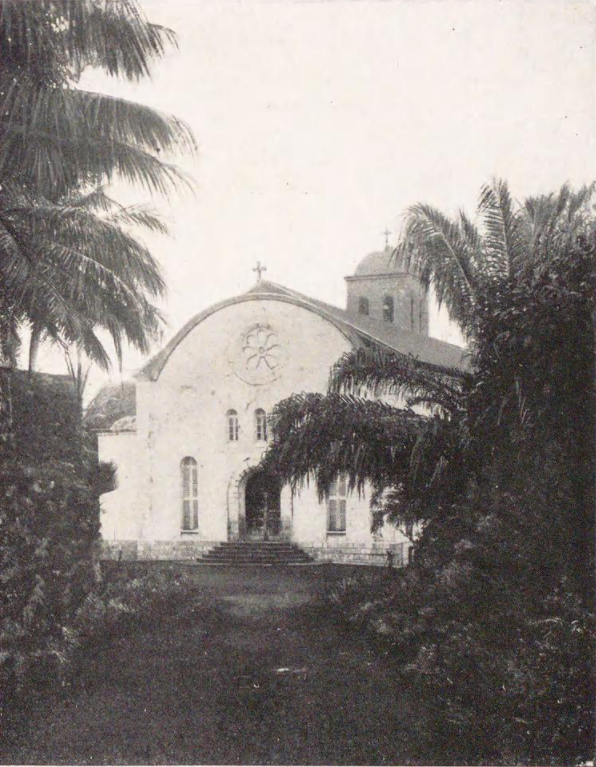
Iglesia Católica en Pohnpei. El cristianismo llegó a Micronesia durante el gobierno español.

### Colonización española (1526-1899)
Los primeros exploradores europeos fueron los portugueses, en busca de las islas de las Especias (Indonesia), llegando luego los españoles, que alcanzaron las Carolinas en el siglo XVI, donde establecieron su soberanía y fundaron dos colonias: Santa Cristina de Yap y Santiago de Ponapé. El 22 de agosto de 1526 el explorador español Toribio Alonso de Salazar avistó el atolón de Taongi o Bokak (que él llamó San Bartolomé) en las islas Marshall. Al parecer, a finales del mismo año o principios del siguiente, el navegante portugués Diego da Rocha avistó el atolón de Ulithi (Yap).
El 1 de enero de 1528 el navegante español Alonso de Saavedra tomó posesión en nombre del rey de España de este mismo atolón. Podría ser que los atolones que avistó Hernando de Grijalva en 1537 fuesen los de Nukuoro y Kapingamarangi (Ponapé). En 1543 el español Ruy López de Villalobos avistó el atolón de Eniwetok (Is. Marshall), el de Fais (Yap) y las Islas Palaos. Es posible que en 1565 Miguel López de Legazpi recalara en el atolón Murilo (llamado ahora Islas Hall en Chuuk).
Para reforzar la presencia española como una de las restantes superpotencias en el Pacífico, en 1886, el gobernador Don Isidro Posadillo y su fuerza militar española pisaron Pohnpei reafirmando el control de la región para el imperio español.
España reclamó gran parte de Micronesia con este movimiento, aunque su presencia física principal se limitó inicialmente a la ciudad portuaria de Kolonia, en Pohnpei. Para cuando llegaron los españoles, los habitantes de Pohnpei ya habían sentido los efectos secundarios de la influencia extranjera que habían traído los balleneros, los pescadores de playa, los comerciantes y los misioneros que habían precedido a las autoridades militares locales. Los españoles pensaron que controlar Pohnpei sería tarea fácil. Al igual que los misioneros, no pidieron permiso a los lugareños para establecer sus instituciones extranjeras y su conocimiento de las sociedad de Pohnpei era escaso.

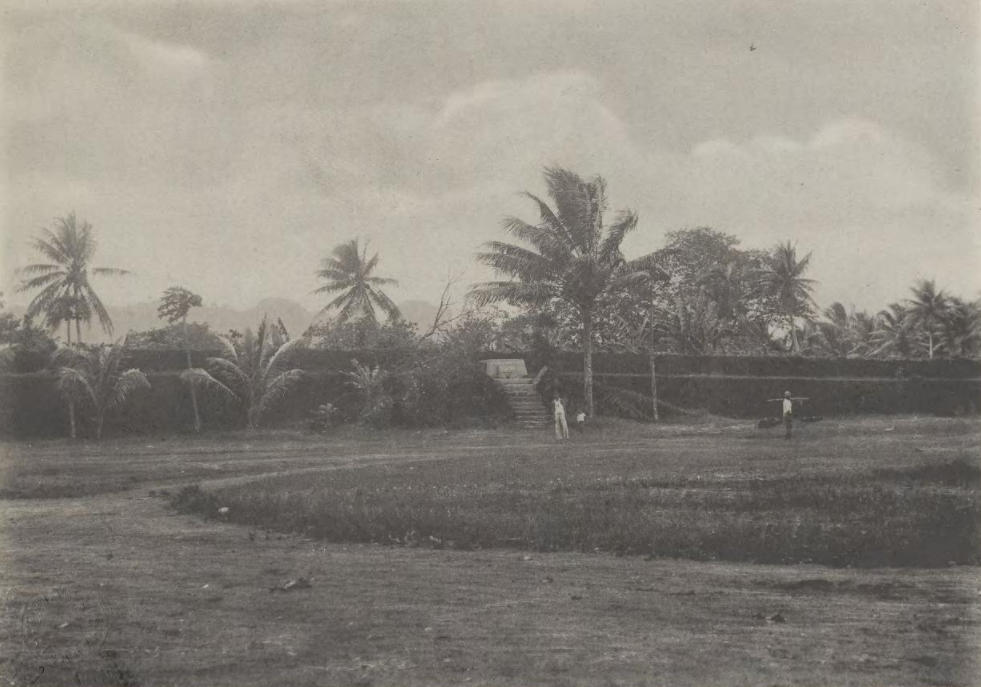
El Muro Español de Pohnpei (Spanish wall)

La incursión española en Pohnpei fue contenida hasta que el gobernador Posadillo probó su poder sobre una tierra llamada mesenieng que ya estaba en posesión del gobernante local, el Lepen de Nett, y este les 'concediera' el derecho a residir en esa tierra. El gobernador necesitaba el terreno para establecer su capital y buscó la manera de adquirirlo.
Doane, uno de los misioneros estadounidenses que representaba a parte de los locales, se resistió a la insistencia del gobernador, enfadándolo en el proceso. En consecuencia, Doane fue arrestado y deportado a las Filipinas por intentar socavar la autoridad española sobre las islas. La deportación de Doane puso de manifiesto la lucha de poder entre los extranjeros en el área, así como las relaciones con los habitantes locales.
La relación entre el gobernador Posadillo y los habitantes de Pohnpei se tensó cuando éste se dedicó a consolidar el poder de España en el área. Posadillo trató de construir carreteras para permitir la libre circulación de los funcionarios españoles en la isla. El gobierno local también impulsó la fe católica y que el idioma español fuera la lengua franca. Ambas medidas tuvieron resistencia inicial por la población local. Para empeorar las cosas, el gobernador exigió que se apoyara su ambicioso plan de construcción de una red de carreteras.
El gobernador quería que un equipo de hombres de cada una de las jefaturas se rotaran semanalmente como peones durante la construcción de la carretera circunferencial. Además, se exigió a los jefes locales que suministraran alimentos a los equipos de trabajo.
Los españoles ordenaron el arresto de varios jefes tradicionales de la isla que no obedecieron las órdenes dictadas por el gobernador. El incidente llevó a la muerte de 17 soldados españoles incluyendo el propio gobernador. Este fue sustituido por el gobernador Don Luis Cadarso y Rey que llegó con 700 soldados y 3 buques militares bombardeando Kolonia y obligando a los líderes locales a solicitar una negociación. La respuesta de España fue exigir la rendición incondicional y someter a los líderes rebeldes a la justicia española. Los líderes locales finalmente se rindieron y varios rebeldes fueron ejecutados.
Se ordenó la construcción de varias iglesias católicas y en una de las construcciones varios trabajadores fueron asesinados durante otra revuelta de nativos, España respondió enviando el buque Manila para bombardear Ohwa.
Los españoles estaban confinados en su pequeño recinto en Kolonia, protegido por lo que hoy se conoce como la Muralla Española en Ponapé. El desconocimiento de los españoles sobre la política local, la geografía y el sistema tradicional creó dificultades considerables a las autoridades en su intento de construir una colonia exitosa.

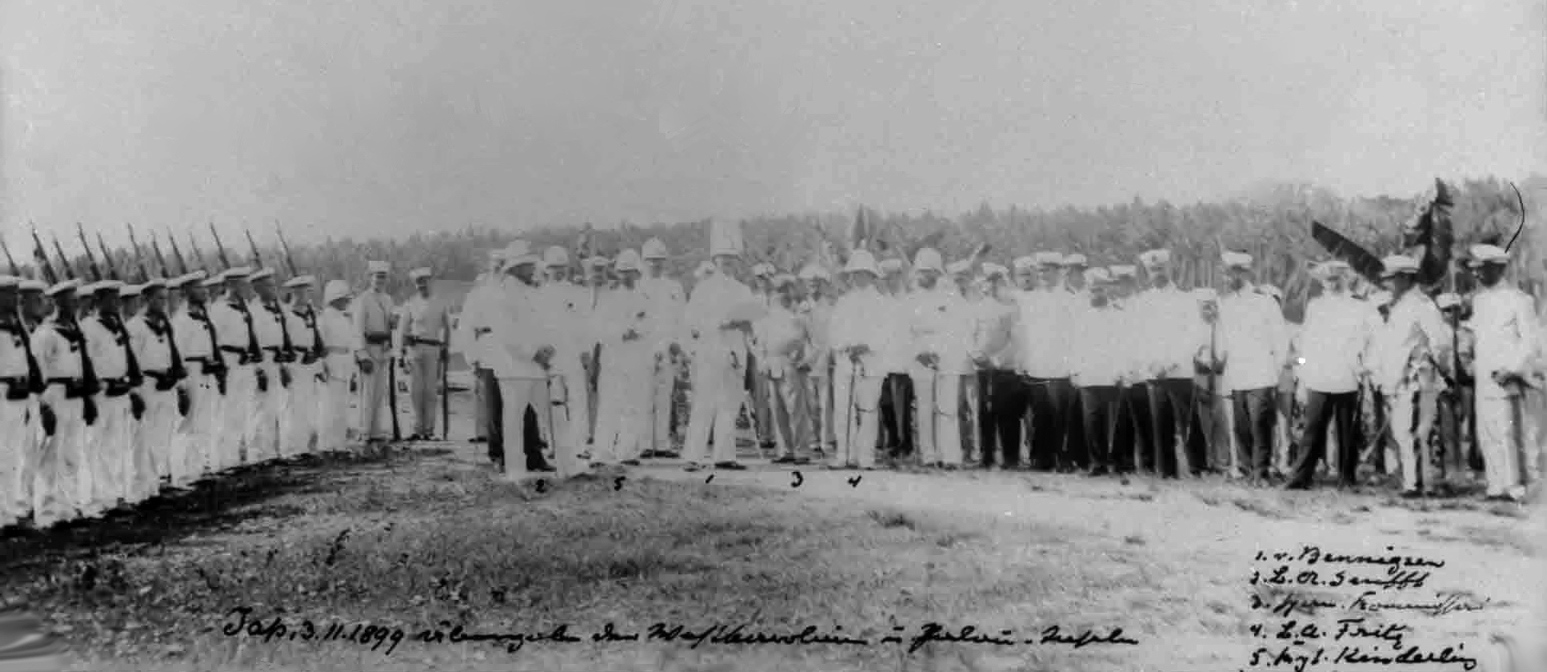
Ceremonia de Cesión de las Islas Carolinas Occidentales y Palaos por parte de España al Imperio Alemán el 3 de noviembre de 1899 en la isla de Yap

España también intentó establecer una colonia más fuerte en Yap y mientras se encontró con misioneros extranjeros en Pohnpei, se encontró con los intereses comerciales de alemanes en Yap. En un intento de contrarrestar esta influencia, el Papa concedió a España la totalidad de las Islas Carolinas. Las relaciones entre los yapeses y los españoles eran cordiales pero cautelosas. Los españoles se apresuraron a establecer relaciones abiertas y amistosas con los jefes locales yapeses para lograr sus objetivos en esta sociedad bien regulada.
La resistencia de Yap al dominio español se expresó de muchas formas. Estas formas incluían la continuación de las prácticas tradicionales de mantener a las mujeres con los hombres con fines sexuales, en contra de los deseos de los españoles, y la honra a los dioses tradicionales. Los jefes de Yap aceptaron de palabra los deseos de los colonizadores, mientras seguían persiguiendo sus propias prioridades a espaldas de los españoles. El gobierno colonial español no tardó en darse cuenta de que mantener el poder entre los jefes de las aldeas era esencial para mantener su presencia en Yap.
En algunas de las Islas Carolinas, de baja altitud, los españoles no ejercían casi ningún poder efectivo sobre las islas exteriores, que rara vez, o nunca, visitaban. Las islas estaban dispersas en una gran extensión de mar, que era casi imposible de administrar.

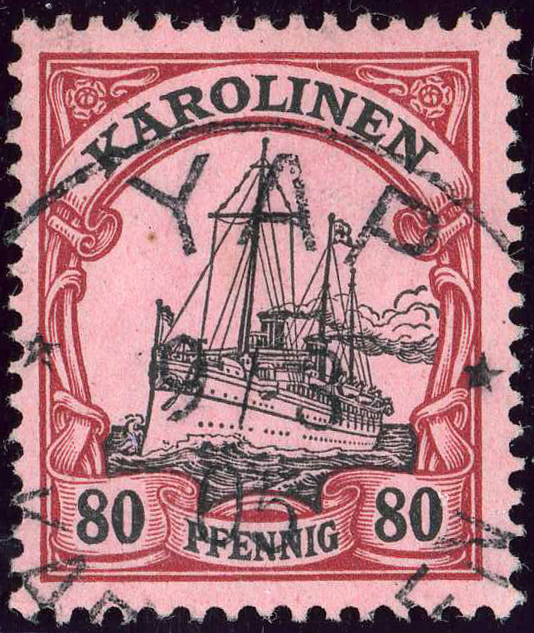
Estampilla postal Alemana de las Islas Carolinas (Karolinen) de 1901

El Imperio español también estaba en plena decadencia y carecía de los recursos necesarios para imponer su dominio en todo su territorio. Muchos isleños continuaron con sus prácticas culturales como de costumbre. El puñado de comerciantes alemanes que se acercó a las islas para recolectar copra para el mercado europeo no hizo incursiones significativas para inducir un cambio a gran escala. Esta historia de resistencia mantuvo a los isleños en buena posición, preparados para afrontar los retos que plantearon otras potencias externas en años posteriores. Se conserva de esta época un fuerte en Yap ("Fuerte Español").

### Colonización Alemana  (1899-1914)
Tras la derrota de España en la guerra hispanoamericana de 1898, las islas que permanecían como españolas en Oceanía fueron vendidas a Alemania en 1899, pero esto no duraría mucho pues Japón las conquistaría tan solo 16 años después.
Como botín de guerra, Estados Unidos se hizo con Guam (o Guajan) como territorio no incorporado. Viendo poca utilidad en ellas y la dificultad para proteger las islas el resto de Micronesia fue vendido por España a Alemania mediante un tratado especial.

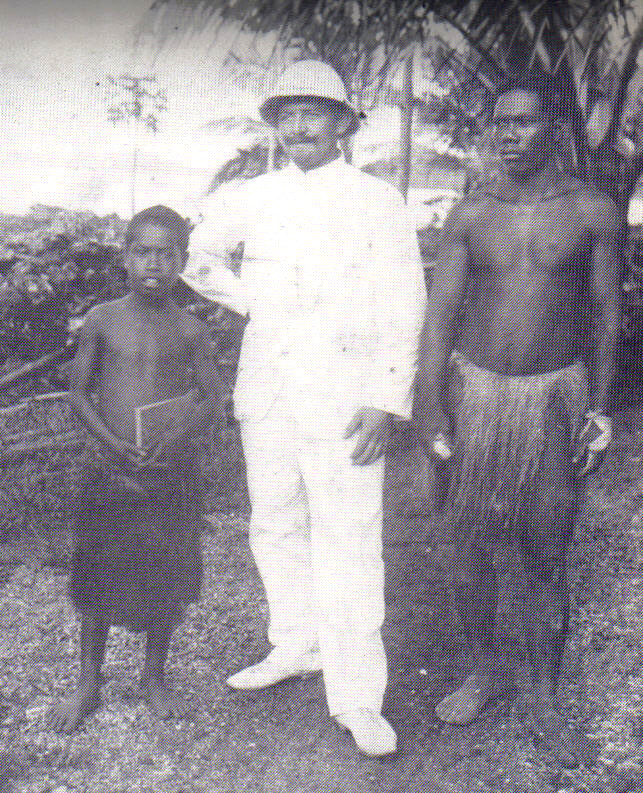
Karl Kammerich, aquí todavía en la marina, fue policía en la isla carolina de Ponape de 1905 a 1910.

Los micronesios ya habían experimentado la influencia alemana ya que se les permitió realizar actividades de Comercio durante la época del Imperio Español. Sin embargo, los micronesios no fueron consultados sobre esto. Como los españoles, los alemanes no tenían una política coherente en Micronesia. Su principal objetivo era económico: desarrollar la industria de la copra y, más tarde, explotar el fosfato cuando se descubrió en varias islas.
Yap y Pohnpei se convirtieron en centros de actividades comerciales y administrativas alemanas encabezadas por oficiales de distrito y sus séquitos. Los comerciantes alemanes que trabajaban para la empresa de copra Jailut Gesselshaft en Chuuk y Kosrae fueron nombrados representantes alemanes. Para aumentar el volumen de sus exportaciones de copra a los mercados europeos, Alemania fomentó la producción de copra en las islas. Los micronesios comprendieron claramente que los alemanes no estaban en Micronesia para mejorar las condiciones económicas de los micronesios, sino por sus propios intereses.
En Chuuk, la copra no era rentable, por lo que los comerciantes individuales se dedicaron a otras actividades comerciales de las que podrían beneficiarse.
En otros lugares de Micronesia, la copra era rentable gracias a las diferentes técnicas de cultivo. El cristianismo siguió utilizándose como herramienta de adoctrinamiento occidental. Se instituyó un plan de recompra para controlar la propagación de armas para minimizar los conflictos locales, con la esperanza de que el cristianismo se convirtiera en el nuevo eje de una era colonial renovada que se esperaba trajera paz y prosperidad.
Los isleños de diferentes partes de Chuuk fueron reclutados con salarios mínimos para trabajar en las minas de Nauru y Angaur. Los isleños de las islas bajas de Yap fueron reclutados para trabajar en proyectos alemanes en la isla principal y también fueron enviados a Nauru, Palaos y Fais para trabajar en las minas de fosfato.
La tensión entre los habitantes de Pohnpei y sus administradores coloniales alemanes aumentó cuando un nuevo administrador alemán, Boeder, fue nombrado para supervisar los intereses alemanes en la isla. Boeder era bien conocido por su duro tratamiento de los trabajadores nativos. El administrador alemán fue asesinado lo que causó la indignación en Alemania, que envió con tropas entrenadas desde su cuartel general en Nueva Guinea. A su llegada, bombardearon la isla de Sokehs con fuego de cañón en un intento de expulsar a los perpetradores que posteriormente fueron ejecutados o deportados.
Yap en cambio fue considerada una colonia modelo bajo la administración alemana con pocos conflictos.

### Colonización japonesa (1914-1945)

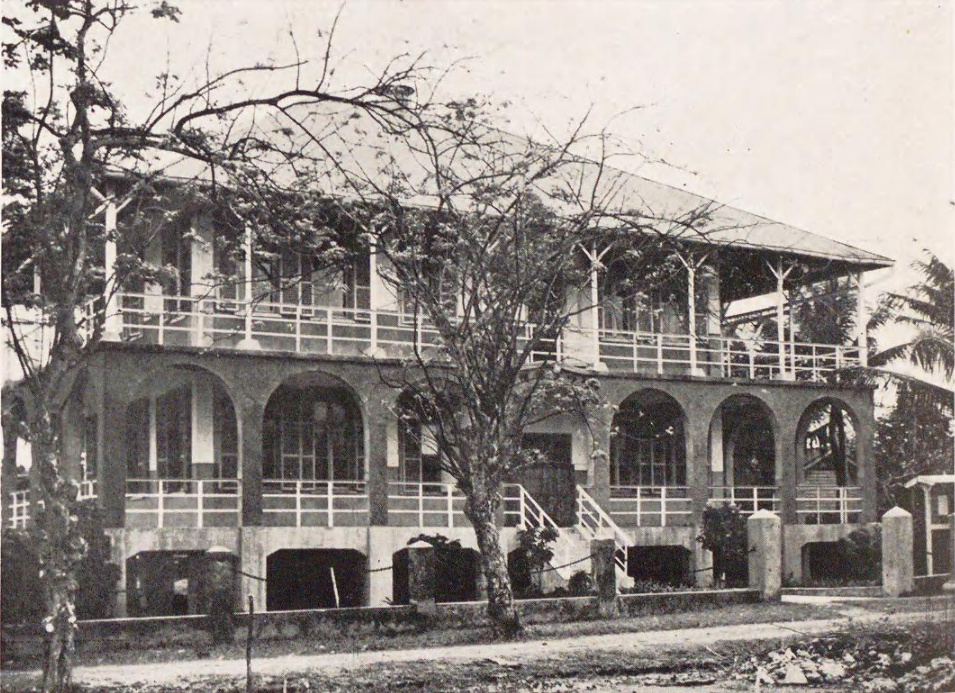
Oficina Postal de Japón en Yap en 1932

La colonización japonesa en las islas de Micronesia tuvo su origen en el desarrollo, en los primeros años de la era Meiji, del Nanshin-ron, una doctrina política que promovía, por parte del Imperio de Japón, la constitución de un área de influencia sobre el Sudeste Asiático y las islas del océano Pacífico. Influido por los éxitos de las potencias coloniales occidentales, pretendía, mediante la constitución de una marina de guerra, apoyada en la expansión territorial, proteger el país mediante zonas de amortiguación que acogieran bases militares y afirmar así su poder marítimo frente a las naciones occidentales. También debería ofrecer salidas para los productos japoneses, oportunidades para la explotación de nuevos recursos y, gracias a la escasa densidad de población, proporcionar una salida para el crecimiento de la población. Uno de los principales protagonistas en la progresión de esta doctrina fue Enomoto Takeaki (1836-1908), un ministro japonés de alto rango, que en los años 1885-1895 desempeñó un papel destacado al influir en la acción de los ministerios.
La guerra chino-japonesa de 1894-1895 y la victoriosa guerra ruso-japonesa de 1905 dieron a Japón un nuevo poder. El estallido de la Primera Guerra Mundial fue una oportunidad aprovechada por Japón, que activó la alianza anglo-japonesa y declaró la guerra al Imperio Alemán el 23 de agosto de 1914. Con el pretexto de limpiar la región de Micronesia de buques de guerra alemanes, la Armada Imperial Japonesa tomó posesión de la misma, a excepción de Guam, que pertenecía a los Estados Unidos, y de las islas Gilbert, que el Reino Unido retuvo, sin dificultad, entre el 3 y el 14 de octubre de 1914, Australia, Nueva Zelanda y Estados Unidos temían por sus territorios adquiridos en el océano Pacífico y trataban de reducir la influencia japonesa. Sin embargo, las reivindicaciones de Japón sobre Micronesia fueron reconocidas en el Tratado de Paz de Versalles de 1919 y el Imperio obtuvo un mandato de la nueva Sociedad de Naciones, poco vinculante en cuanto a obligaciones para con las poblaciones, que le autorizaba a administrar la zona como parte integrante de su territorio. En 1922 se resolvieron las últimas diferencias con Estados Unidos y ambas naciones se comprometieron a restringir su equipamiento militar.
Al llegar a las islas Kosrae, Ponhpei, Truk y Yap en octubre de 1914, las tropas de desembarco naval desempeñaron un papel administrativo. Sus comandantes recibieron instrucciones de respetar la propiedad, la religión, las costumbres y tradiciones locales y las antiguas leyes alemanas que no fueran perjudiciales para los intereses japonesesPe 7. Rápidamente se creó una administración muy completa que abarcaba todos los sectores de la vida cotidiana y económica. La concesión del Mandato aceleró la transferencia de poderes al personal civil. En marzo de 1922 se creó el Gobierno de los Mares del Sur, dirigido por un Gobernador. A mediados de los años 30, trabajaban allí unos 950 japoneses de gran competencia, lealtad y probidad. El nivel más bajo fue la policía, que podía ser la única presencia japonesa en las islas y atolones. Los habitantes locales podían ser reclutados en ella. Los jefes tradicionales de Micronesia en las islas y atolones principales, siguiendo las prácticas de los anteriores ocupantes occidentales, tuvieron poco poder aunque se les reconociera de iure su estatus. Los que se encontraban en las tierras más remotas, donde no había presencia oficial permanente de Japón, estuvieron relativamente mucho más libres.

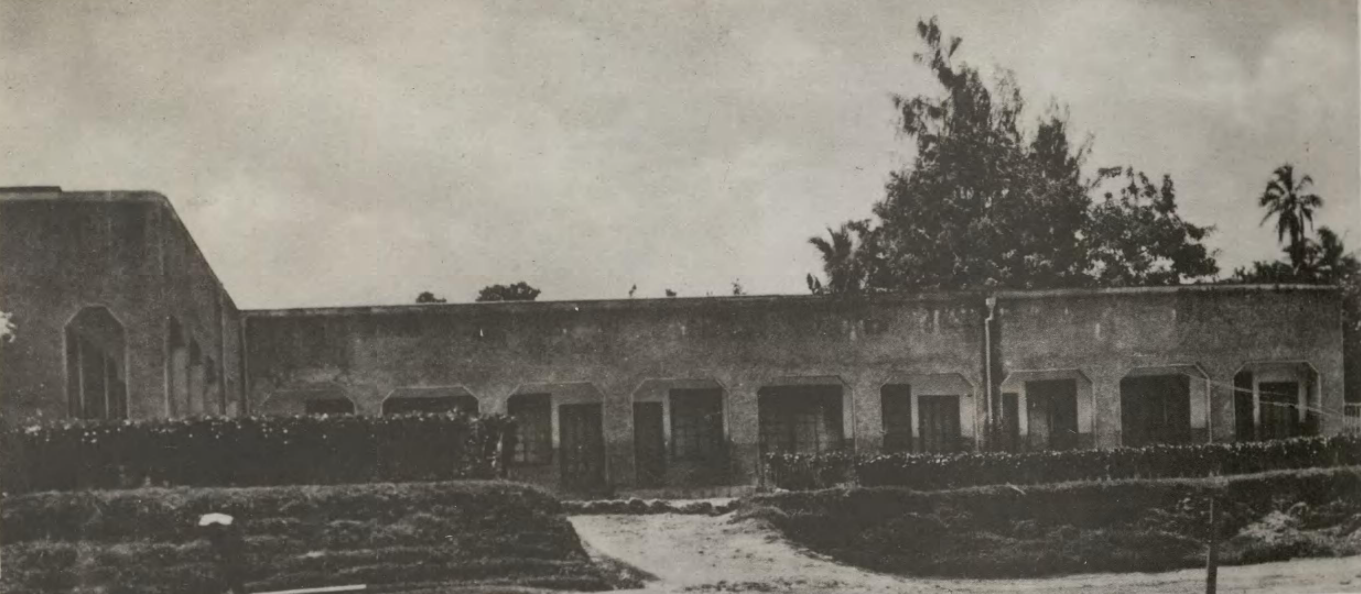
Escuela pública Japonesa en Yap en 1935

A diferencia de las Islas Marianas del Norte y Palaos, donde la inmigración japonesa, generalmente pobre y a menudo procedente de Okinawa, se contaba por decenas de miles, superando ampliamente a las poblaciones autóctonas, en los actuales Estados Federados de Micronesia fue menor, no superando unos pocos miles. Sin embargo, esta inmigración, masiva en comparación con las poblaciones micronesias, así como la ausencia de un sentimiento nacionalista micronesio, influyeron sin duda en la aceptación de la ocupación japonesa.
La demografía de las poblaciones indígenas permaneció estancada, excepto en el distrito de Yap, donde estaba disminuyendo. Los esfuerzos realizados en términos de equipamiento y personal médico para revertir la situación fueron demasiado débiles para tener un impacto importante en la mejora de las condiciones sanitarias. En las islas Yap, la acción japonesa se considera un intento de abolir las costumbres tradicionales. Con el fin de producir trabajadores subordinados, algunos jóvenes de Micronesia reciben un breve curso de adoctrinamiento discriminatorio, en el que el aprendizaje del japonés ocupa la mitad del tiempo. También se intenta enseñarles la lealtad a Japón y, sin éxito, la religión sintoísta. Los micronesios eran vistos como un pueblo de tercera clase que no podía alcanzar el estatus de súbditos imperiales. Dentro de esta clase, los indígenas de las Islas Marianas están en la cima y los indígenas de las Islas Yap están en la cola por su resistencia a la administración.
Los japoneses trajeron consigo gran parte de su modo de vida, ya sea en su vivienda, en los alimentos y bienes de consumo que se importaban, en el entretenimiento, en la religión. La imitación de las costumbres micronesias fue muy escasa.

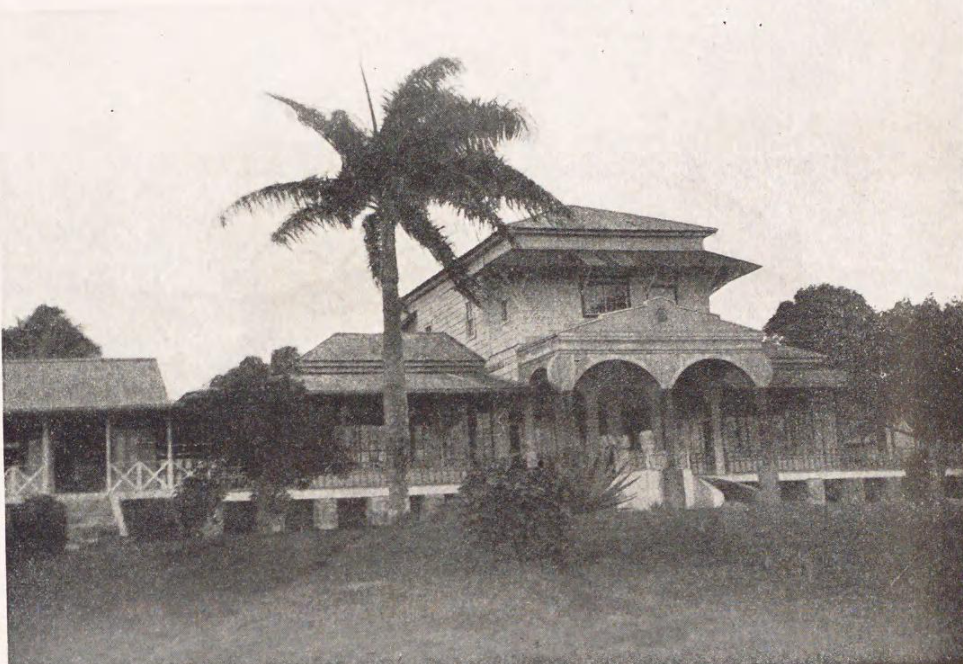
Oficina administrativa del Gobierno de Japón (Nan'yo-cho) en Pohnpei

Las empresas japonesas se beneficiaron de las regulaciones desalentadoras impuestas por las autoridades a la competencia extranjera, así como, para algunas, de importantes subvenciones. En los territorios de los actuales Estados Federados de Micronesia, especialmente en Pohnpei, se realizan investigaciones agronómicas para adaptar o desarrollar nuevas variedades, a veces con éxito comercial. Además de la agricultura de subsistencia, los japoneses, y en particular las grandes empresas a partir de los años 30, produjeron copra y se dedicaron a la pesca, especialmente del pez bonito. Las necesidades de tierras se cubrieron mediante la redistribución de tierras públicas que anteriormente pertenecían a las comunidades de Micronesia, y mediante compras a propietarios privados, autorizadas a partir de 1931. A pesar de ello, la presencia japonesa era vista con buenos ojos económicamente por los micronesios debido a los puestos de trabajo que proporcionaban los japoneses y a los beneficios obtenidos por la venta de los excedentes agrícolas y pesqueros. Sin embargo, estas actividades económicas tienen poca importancia en comparación con el cultivo de la caña de azúcar en las Islas Marianas del Norte y la extracción de fosfatos en Palaos. En 1929, el 0,5 % de la producción económica del Imperio de Japón procedía del Mandato y el 1 % en 1935.
A pesar de la preocupación de las potencias occidentales, y en particular de Estados Unidos, provocada por la reticencia japonesa a permitir la libre circulación de extranjeros, Japón respetó durante mucho tiempo los acuerdos de no militarización de Micronesia. Sin embargo, a partir de 1939, en previsión de una probable guerra con los estadounidenses, la armada japonesa llevó a cabo numerosos desarrollos militares, sobre todo pistas de aterrizaje en las islas y atolones, utilizando a veces mano de obra forzada, a menudo local pero también coreana y japonesa, en este último caso prisionera. En 1939, asignó la administración del territorio a la Cuarta Flota.

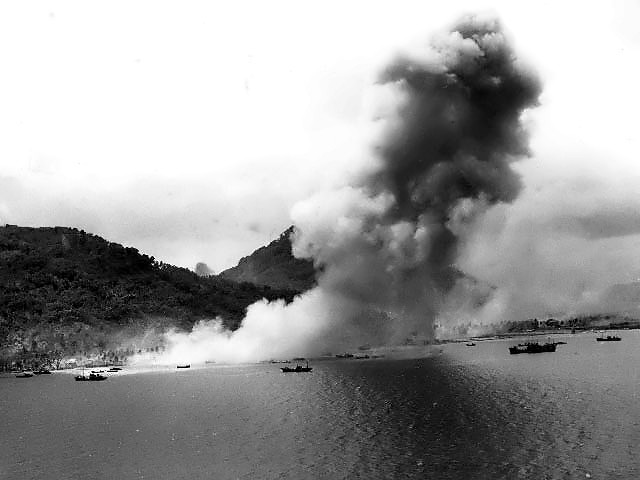
Ataque sobre la Base naval Japonesa en la Isla de Dublon en 1944

El avance de Japón en Asia continental, consecuencia de su política expansionista, provocó rápidamente un deterioro de las relaciones con Estados Unidos.

### Segunda Guerra Mundial (1941-1945)
Los intentos de compromiso o diálogo entre estadounidenses y japoneses fracasaron, y el ataque a Pearl Harbor y a una serie de islas y atolones del océano Pacífico, y en general su invasión, se llevó a cabo en diciembre de 1941. En los actuales Estados Federados de Micronesia, la amplia y bien protegida Laguna de Truk sirvió de base para una gran flota japonesa, incluidos el Yamato y el Musashi, los acorazados más pesados y potentes jamás construidos.
A partir del otoño de 1942, las fuerzas estadounidenses recuperaron la iniciativa sobre los japoneses, que un año después optaron por fortificar sus principales posesiones en el océano Pacífico, como Pohnpei, y por traer 80 000 hombres de Japón, Manchuria y Filipinas. Los resultados de este intenso trabajo fueron inútiles. La conquista estadounidense de las Islas Marshall entre febrero y abril de 1944 marca el inicio de los ataques estadounidenses a las islas y atolones de los actuales Estados Federados de Micronesia.
Desde febrero hasta el verano, se lanzaron toneladas de bombas y cantidades de objetos incendiarios, se llevaron a cabo intensas campañas de fuego por parte de buques estadounidenses en las islas de Truk, Pohnpei, ocasionalmente en Kosrae, y ocasionalmente en los atolones de Woleai, Polowat y Satowan. Las sucesivas conquistas de las Islas Marianas y Palaos, de junio a agosto de 1944, se lograron a costa de una aniquilación casi total de los defensores japoneses que no querían ser capturados. En septiembre, el atolón desierto de Ulithi fue tomado sin luchar. 

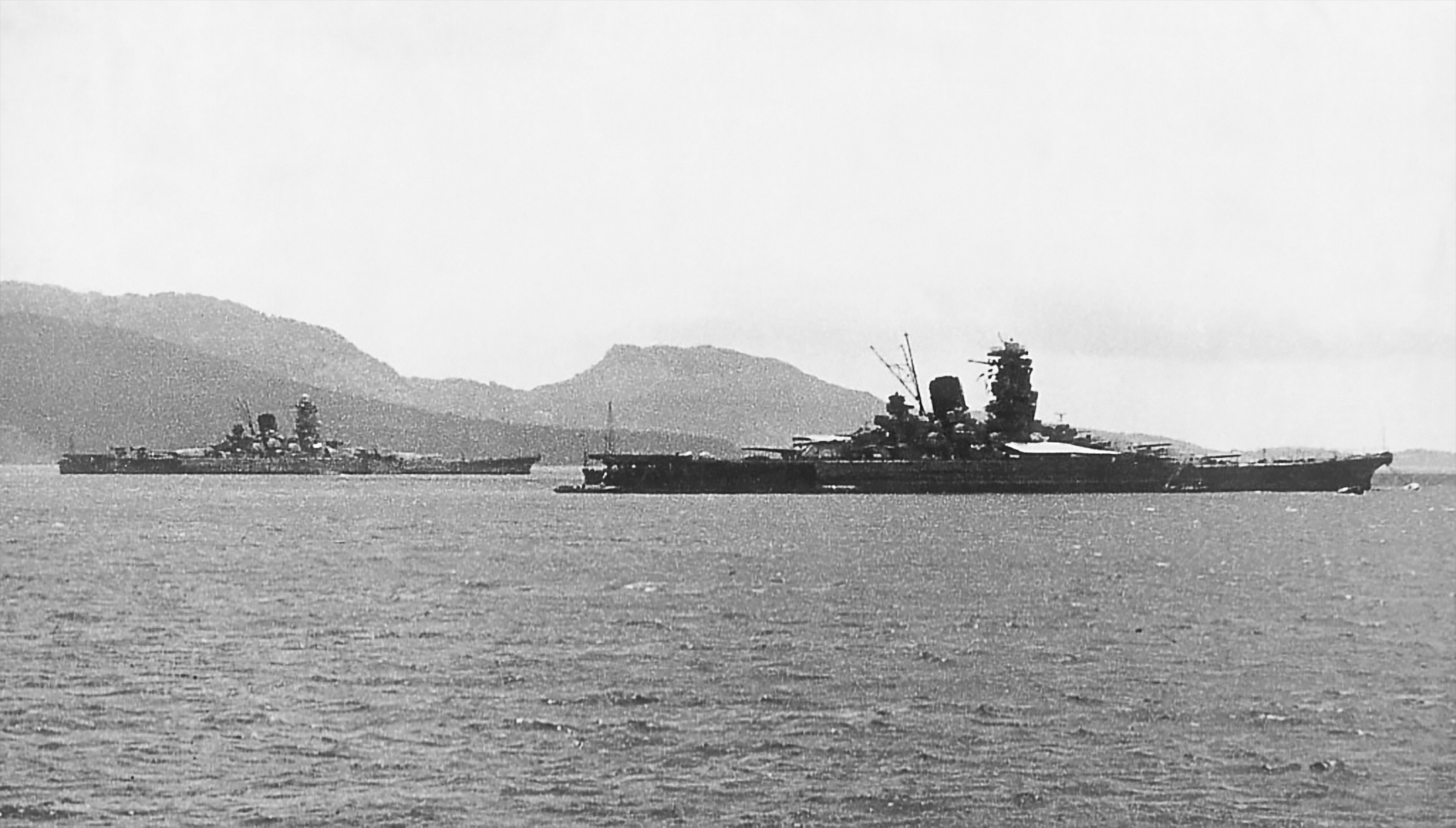
Acorazados japoneses Yamato y Musashi fondeados en la Laguna de Truk (Actual estado de Chuuk), en 1943

Los últimos soldados japoneses muertos en tierra en el océano Pacífico murieron en enero de 1945 cuando un destacamento de ocho hombres cayó ante el Fais tras un breve e inútil enfrentamiento. La rendición de las fuerzas japonesas en Micronesia se firmó el 30 de agosto de 1945 y los soldados restantes fueron rápidamente repatriados. En las islas Truk, participron previamente en la limpieza de los escombros resultantes de la guerra y en la construcción de instalaciones útiles para los nuevos ocupantes.
Durante la Segunda Guerra Mundial, una porción significativa de la flota japonesa tuvo su base en la laguna del atolón Truk (Chuuk). En febrero de 1944, la Operación Hailstone, una de las batallas más importantes de la guerra, se llevó a cabo en Truk, en la que muchos barcos de apoyo y aviones japoneses fueron destruidos.

### Administración estadounidense (1945-1990)

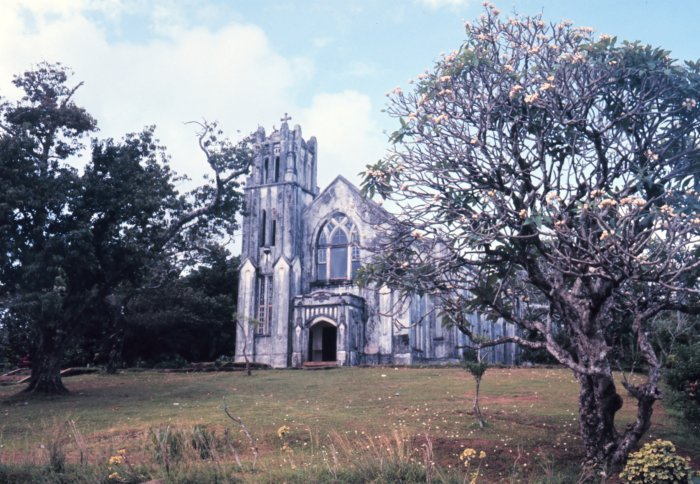
Iglesia de Kolonia, en la isla de Ponapé, vestigio de la presencia europea. Foto tomada en 1973.

Tras el final de la Segunda Guerra Mundial, el territorio fue transferido a los Estados Unidos bajo los auspicios de las Naciones Unidas en 1947, como parte del Territorio Fiduciario de las Islas del Pacífico.
Estados Unidos ocupó la región de Micronesia y planeaba anexionar estos territorios, considerados estratégicos para su defensa y la de sus aliados, con Guam como capital. Sin embargo, la apropiación de algunas de las islas más septentrionales de Japón como botín de guerra por parte de la entonces Unión Soviética llevó a la administración estadounidense a abandonar su proyecto. Estados Unidos deseaba que los soviéticos abandonaran las islas japonesas y no quería que su propio propósito se utilizara como justificación. Esta retirada no tuvo ningún efecto, ya que las islas siguieron siendo parte integrante de Rusia incluso hasta la actualidad.
El 18 de julio de 1947, las Naciones Unidas otorgaron a Estados Unidos la administración de las islas y archipiélagos de la región de Micronesia, que forman los actuales Estados Federados de Micronesia, Palaos, las Islas Marshall y las Islas Marianas del Norte, en virtud de un mandato denominado Territorio en Fideicomiso de las Islas del Pacífico (TTIP). La zona estaba dividida en seis distritos ampliamente autónomos: las Islas Marianas, Yap, Palaos, Truk (actual Chuuk), Ponape (actual Pohnpei) y las Islas Marshall. El TTIP fue objeto de luchas de poder entre el Departamento de Estado, el Departamento de Defensa, que lo administró hasta el 30 de junio de 1951, y el Departamento de Interior, que se hizo cargo hasta la independencia. Sin embargo, entre 1953 y 1962, la mayoría de las Islas Marianas del Norte estuvieron bajo la administración de la Marina de los Estados Unidos debido a consideraciones estratégicas.

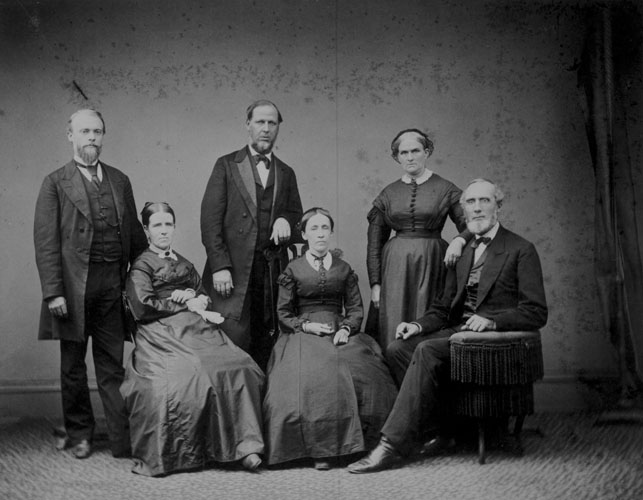
Misioneros estadounidenses enviados a Ponape en 1852

A partir de 1961, el gobierno de EE. UU. se vio sometido a una presión creciente por parte de la ONU, a la que se habían adherido muchos países excoloniales recién independizados, para avanzar hacia el autogobierno, la independencia y el desarrollo económico y educativo en este territorio. Estados Unidos, preocupado por las críticas, adoptó una hoja de ruta en este sentido a instancias del presidente John Fitzgerald Kennedy, a pesar de que los micronesios no habían expresado su deseo de independencia y de que la población de las Islas Marianas del Norte había manifestado en repetidas ocasiones su deseo de convertirse en ciudadanos estadounidenses. El Consejo de Administración Fiduciaria de la ONU se opuso a la partición del territorio basándose en el principio jurídico del uti possidetis juris. En el verano de 1962, el cuartel general del TTIP se traslada de Guam, un territorio estadounidense, a Saipán, en las Islas Marianas del Norte. Se elaboró un plan de desarrollo económico, educativo y político. Se previó la celebración de un referéndum que propusiera la independencia o la asociación con EE. UU. -esta última promovida por los estadounidenses- para el 8 de junio de 1967. El presupuesto asignado a la TTIP aumentó de 7,5 millones de dólares en 1962 a 15 millones en 1963. La muerte del presidente Kennedy en noviembre de 1963 hizo que este impulso se detuviera.
En 1965, la Organización Mundial de la Salud criticó duramente a Estados Unidos por la mala calidad de los servicios de salud pública. Los fondos del TTIP no eran suficientes para aplicar un programa eficaz de construcción de infraestructuras públicas. Por ello, el presupuesto se elevó a 25 millones de dólares en 1967, se incrementó a 35 millones los dos años siguientes y luego se aumentó a 120 millones para 1970 y 1971. Además, se reservó un fondo de 10 millones de dólares para hacer frente a las consecuencias de las catástrofes naturales que afectan regularmente al Territorio.

### Autonomía
La creación del Congreso de Micronesia en 1965, a raíz de una orden del Secretario del Departamento del Interior de EE. UU., fue un paso importante hacia el autogobierno. El Congreso de Micronesia no tardó en considerar el fin del fideicomiso. En 1967, el presidente estadounidense Lyndon B. Johnson pidió sin éxito al Congreso estadounidense que aprobara una ley para celebrar un plebiscito en el que se pidiera a los micronesios que se asociaran de forma permanente a Estados Unidos. Las verdaderas negociaciones con la administración estadounidense sobre el futuro estatus político de la región comenzaron en 1969. La posición de Estados Unidos se vio obligada a avanzar hacia la asociación estrecha y, posteriormente, en 1971, hacia la libre asociación. El Congreso de Micronesia, por su parte, se mostró partidario de la independencia a largo plazo, pero como resultado de un proceso que supondría una asociación con EE. UU. -una libre asociación- mientras tanto, debido a la falta de infraestructuras y a la extrema dependencia económica. El objetivo del Congreso era también diseñar un gobierno nacional que respondiera a las necesidades de una población culturalmente muy heterogénea.
Estados Unidos pronto se enfrentó al hecho de que treinta años de unidad administrativa no habían unido a los grupos de islas de Micronesia. Las diferencias más grandes surgieron entre 1969 y 1972. Estados Unidos también estaba especialmente interesado en las Islas Marianas del Norte, Palaos y las Islas Marshall para el posible establecimiento de bases militares. También había planes para construir un enorme depósito de transbordo de crudo japonés-iraní en Palaos.
En 1975, el Congreso de Micronesia promulgó una ley por la que se convocaba una convención constitucional. Se celebró en Saipán entre julio y noviembre de 1975. En el momento de la apertura de la convención, los votantes de las Marianas ya habían aprobado la mancomunidad firmada con Estados Unidos en un referéndum el 17 de junio de 1975. La posición de la administración Nixon es que los seis distritos restantes constituyan una única entidad política federal con el nombre de Estados Federados de Micronesia4. Quería que el futuro Tratado de Libre Asociación que pretendía hacer firmar a los micronesios tuviese prioridad sobre la futura Constitución de Micronesia, algo que los distritos de Micronesia rechazaron.
La constitución requirió la aprobación de los votantes de los seis distritos afectados. La creación, mediante una ley del Congreso de Micronesia en 1976, de un séptimo distrito, Kosrae, por división del distrito de Ponape, entró en vigor al año siguiente, tenía como objetivo promover la ratificación de la constitución. En 1977, Estados Unidos anunció que no se oponía a la independencia aunque no la quería. Los resultados del referéndum del 12 de julio de 1978 sancionaron las divergencias observadas a lo largo de las negociaciones. Palaos y las Islas Marshall rechazaron la constitución, en el primer caso por una pequeña mayoría, pero Chuuk, Pohnpei, Kosrae y Yap la aceptaron. Las Islas Marshall adoptaron su propia constitución en referéndum el 1 de marzo de 1979 y Palaos el 9 de julio de 1980. Hasta que las futuras instituciones de los países de Micronesia fueran plenamente funcionales, la administración estadounidense siguió ejerciendo ciertos poderes relacionados con sus obligaciones.
En 1980, tras más de una década de intensas negociaciones, junto con las Islas Marshall, los Estados Federados de Micronesia rubricaron un proyecto de Tratado de Libre Asociación con Estados Unidos. Esto fue acompañado de acuerdos bilaterales subsidiarios adaptados a cada uno de los dos países de la región de Micronesia. El Congreso de Estados Unidos, el Congreso de los Estados Federados de Micronesia y las cuatro legislaturas de Yap, Chuuk, Pohnpei y Kosrae las adoptaron en 1982, y el Parlamento de las Islas Marshall al año siguiente. Los votantes de ambos países insulares los aprobaron por plebiscito en 1983.

### Independencia
El 10 de mayo de 1979, cuatro de los distritos del Territorio Fiduciario ratificaron una nueva constitución para convertirse en los Estados Federados de Micronesia. Los EFM firmaron un tratado de Libre Asociación con los Estados Unidos de América, que entró en vigor el 3 de noviembre de 1986, lo cual supuso el cambio del estatus de Micronesia de territorio fiduciario a semiindependiente.
La independencia completa de acuerdo con la legalidad internacional se dio el 22 de diciembre de 1990, cuando las Naciones Unidas oficialmente dieron por terminado el fideicomiso sobre el territorio.

## Gobierno y política
Los Estados Federados de Micronesia se rigen por la Constitución de 1979 que entró en vigor el 10 de mayo, además de por el Tratado de Libre Asociación firmado con Estados Unidos en 1986 y revisado en 1999 que exige a los Estados Federados seguir determinadas líneas de política exterior, y a cambio Estados Unidos se encarga de la defensa del país y la asistencia económica.
Se garantizan los derechos fundamentales y se establece un sistema de separación de poderes. El poder ejecutivo está en manos del Presidente del Gobierno, elegido por la Asamblea (poder legislativo) compuesta por 14 miembros, 10 de ellos elegidos mediante sufragio universal, y uno de los cuatro restantes por cada uno de los cuatro Estados que forman la Federación, y entre los cuales deben ser elegidos el presidente y el vicepresidente. Los cuatro Estados poseen además una asamblea legislativa propia. Las últimas elecciones parlamentarias se celebraron el 6 de marzo de 2007 mientras que las presidenciales lo hicieron el 11 de mayo del mismo año.
A pesar de no estar prohibidos, no hay ningún partido político establecido en el país.

### Derechos humanos
En materia de derechos humanos, respecto a la pertenencia a los siete organismos de la Carta Internacional de Derechos Humanos, que incluyen al Comité de Derechos Humanos (HRC), Estados Federados de Micronesia ha firmado o ratificado:
| Estados Federados de Micronesia | Tratados internacionales  | Tratados internacionales  | Tratados internacionales  | Tratados internacionales  | Tratados internacionales  | Tratados internacionales  | Tratados internacionales  | Tratados internacionales | Tratados internacionales  | Tratados internacionales  | Tratados internacionales  | Tratados internacionales | Tratados internacionales | Tratados internacionales | Tratados internacionales | Tratados internacionales  | Tratados internacionales | Tratados internacionales  |
| --- | ------------------------- | ------------------------- | ------------------------- | ------------------------- | ------------------------- | ------------------------- | ------------------------- | ------------------------ | ------------------------- | ------------------------- | ------------------------- | --- | ------------------------ | ------------------------ | ------------------------ | ------------------------- | ------------------------ | ------------------------- |
| Estados Federados de Micronesia | CESCR                     | CESCR                     | CCPR                      | CCPR                      | CCPR                      | CERD                      | CED                       | CEDAW                    | CEDAW                     | CAT                       | CAT                       | CRC | CRC                      | CRC                      | CRC                      | MWC                       | CRPD                     | CRPD                      |
| Estados Federados de Micronesia | CESCR                     | CESCR-OP                  | CCPR                      | CCPR-OP1                  | CCPR-OP2-DP               | CERD                      | CED                       | CEDAW                    | CEDAW-OP                  | CAT                       | CAT-OP                    | CRC | CRC-OP-AC                | CRC-OP-SC                | CRC-OP-CP                | MWC                       | CRPD                     | CRPD-OP                   |
| Pertenencia | Ni firmado ni ratificado. | Ni firmado ni ratificado. | Ni firmado ni ratificado. | Ni firmado ni ratificado. | Ni firmado ni ratificado. | Ni firmado ni ratificado. | Ni firmado ni ratificado. | Firmado y ratificado.    | Ni firmado ni ratificado. | Ni firmado ni ratificado. | Ni firmado ni ratificado. | Estados Federados de Micronesia ha reconocido la competencia de recibir y procesar comunicaciones individuales por parte de los órganos competentes. | Firmado y ratificado.    | Firmado y ratificado.    | Sin información.         | Ni firmado ni ratificado. | Firmado y ratificado.    | Ni firmado ni ratificado. |
| Firmado y ratificado, firmado, pero no ratificado, ni firmado ni ratificado, sin información, ha accedido a firmar y ratificar el órgano en cuestión, pero también reconoce la competencia de recibir y procesar comunicaciones individuales por parte de los órganos competentes. |                           |                           |                           |                           |                           |                           |                           |                          |                           |                           |                           | |                          |                          |                          |                           |                          |                           |

### Defensa y asuntos exteriores

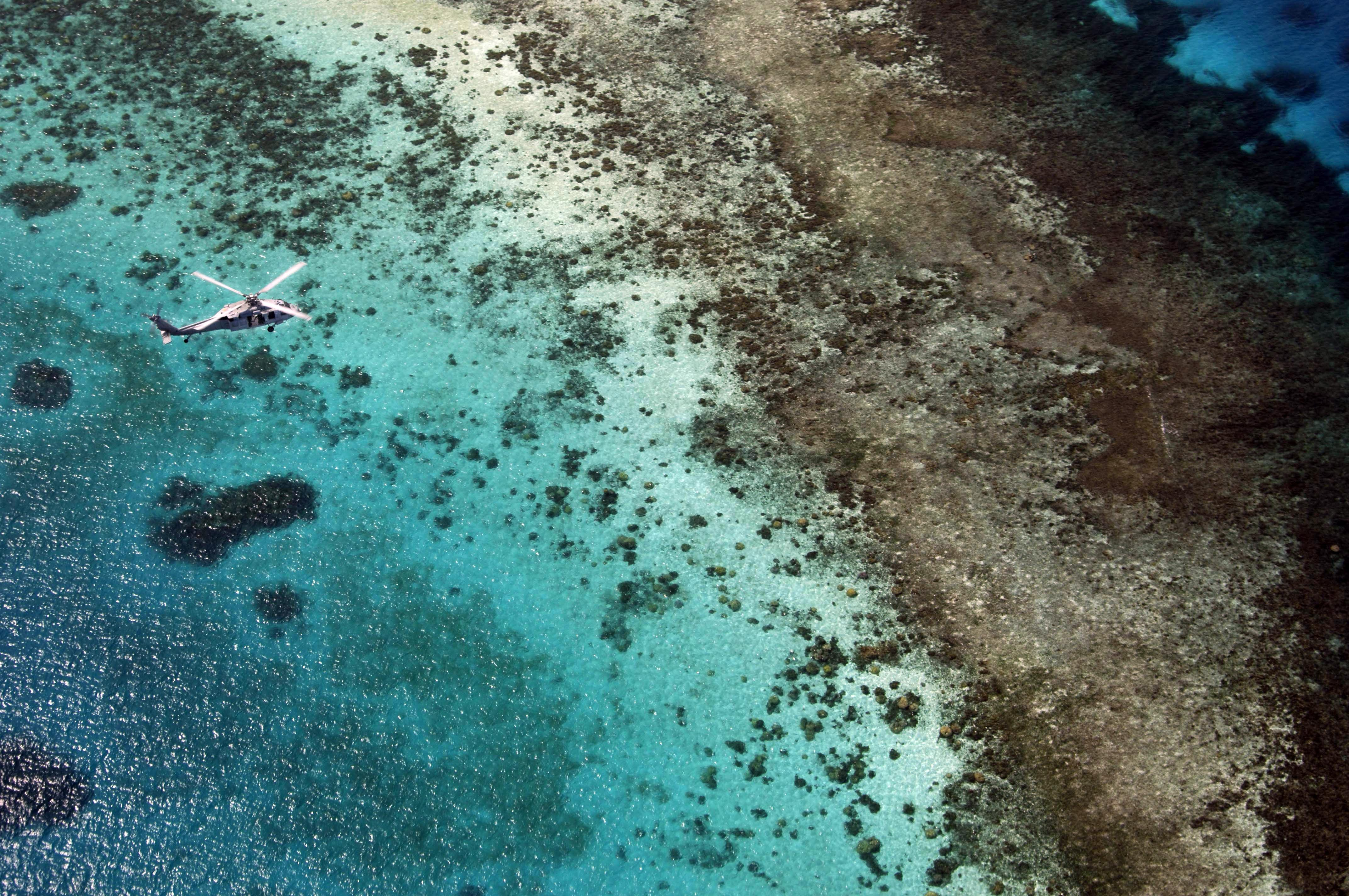
Helicóptero de la Marina de Estados Unidos sobrevolando las costas del Estado de Chuuk, Micronesia

En política internacional, los Estados Federados de Micronesia han votado a menudo con Estados Unidos respecto a las resoluciones de la Asamblea General de las Naciones Unidas.
Los Estados Federados de Micronesia son un estado soberano y autónomo en libre asociación con los Estados Unidos de América, que es el único responsable de su defensa. La División de Vigilancia Marítima opera un ala marítima paramilitar y una pequeña unidad de policía marítima. El Pacto de Libre Asociación permite a los ciudadanos de los Estados Federados de Micronesia alistarse en el ejército estadounidense sin tener que obtener la residencia permanente o la ciudadanía estadounidense, permite la inmigración y el empleo de los micronesios a Estados Unidos, y establece programas de ayuda económica y técnica.
Los Estados Federados de Micronesia mantienen relaciones exteriores con 56 países, incluida la Santa Sede. Los Estados Federados de Micronesia fueron admitidos en las Naciones Unidas por recomendación del Consejo de Seguridad el 9 de agosto de 1991 en la Resolución 703 y por aprobación de la Asamblea General el 17 de septiembre de 1991 en la Resolución 46/2. Los Estados Federados de Micronesia eran un miembro activo del Foro de las Islas del Pacífico. Sin embargo, en febrero de 2021, los Estados Federados de Micronesia anunciaron que se retirarían formalmente del Foro en una declaración conjunta con las Islas Marshall, Kiribati y Nauru tras una disputa sobre la elección de Henry Puna como secretario general del Foro.

## Organización territorial

Organización Territorial de los Estados Federados de Micronesia

Los Estados Federados de Micronesia están compuestos por 607 islas que se dividen en cuatro estados: Yap, Chuuk, Ponapé y Kosrae. La capital federal es Palikir, localizada en la isla de Ponapé.
| Estado | Estado | Capital | Área    | Población | Densidad de población |
| ------ | ------ | ------- | ------- | --------- | --------------------- |
|        | Chuuk  | Weno    | 127 km² | 53 595    | 420 hab./km²          |
|        | Kosrae | Tofol   | 110 km² | 7686      | 70 hab./km²           |
|        | Ponapé | Kolonia | 346 km² | 34 486    | 100 hab./km²          |
|        | Yap    | Colonia | 118 km² | 11 241    | 95 hab./km²           |

## Geografía

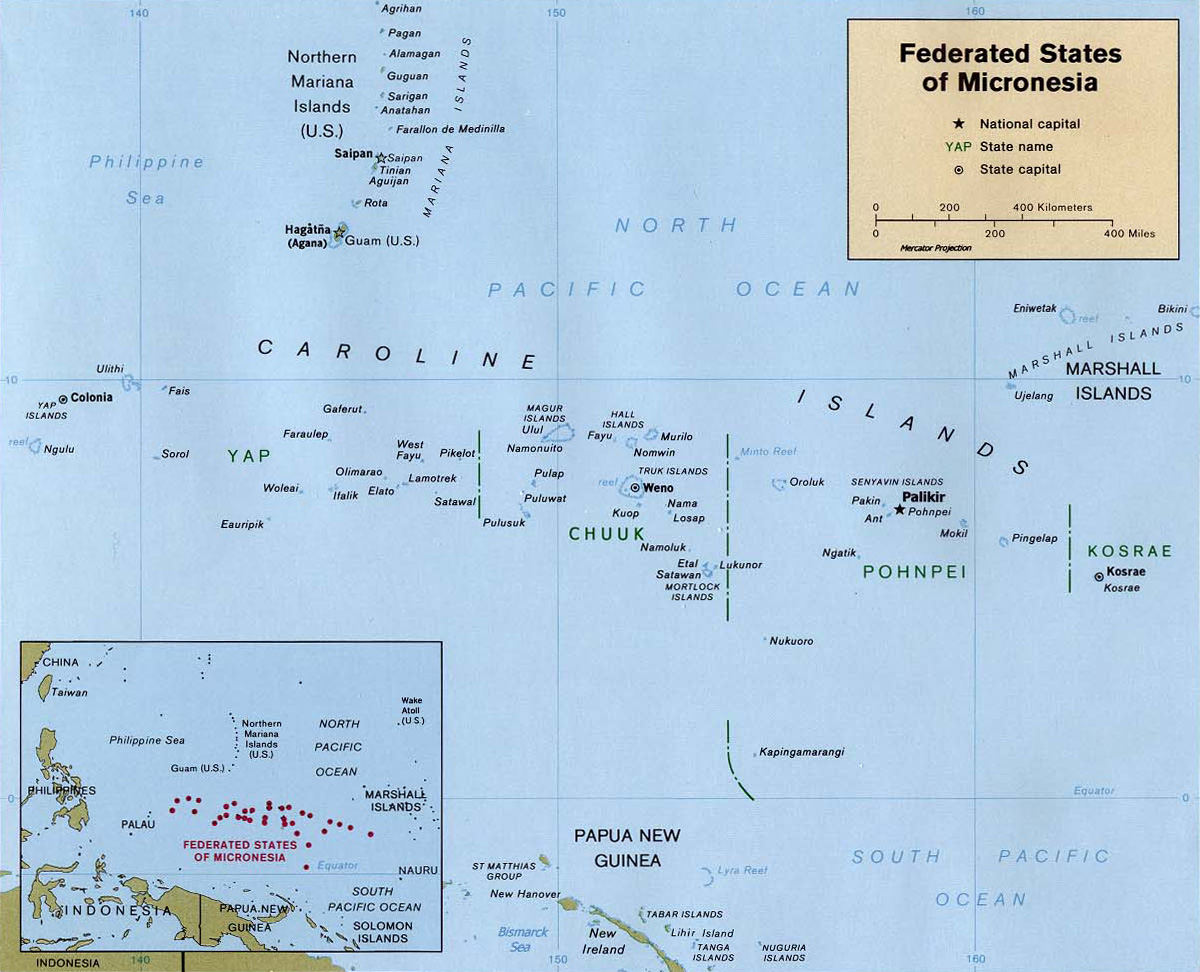
Mapa de los Estados Federados de Micronesia

Los Estados Federados de Micronesia constan de 607 islas que se extienden a lo largo del archipiélago de las islas Carolinas, al este de las Filipinas. Los cuatro grupos de islas que los constituyen son Yap, Chuuk, Pohnpei y Kosrae. La capital federal es Palikir, en Ponapé.
Prácticamente la totalidad de las islas son atolones y arrecifes coralinos asentados sobre cordilleras submarinas, y en muchos casos antiguos volcanes como sucede en Chuuk, siendo el perímetro de la laguna de tal atolón la emergencia de corales asentados sobre un cráter volcánico.

### Biodiversidad
Las principales comunidades costeras son los bosques de manglares, las praderas marinas, las lagunas y los arrecifes de coral, biológica y físicamente vinculados. En Micronesia se reconocen unas 300 especies de coral, 1000 de peces y 1200 de moluscos. En los manglares hay camarones, cangrejos y peces, así como aves que se alimentan de ellos. Las praderas de hierbas marinas aparecen en alta mar tras los manglares. Las lagunas proporcionan alimento a los habitantes del arrecife y contienen varios tipos de plancton. La biodiversidad y complejidad de los arrecifes de coral aumenta notablemente de este a oeste, con 150 especies de coral duro en Kosrae, 200 en Ponapé y 300 en Chuuk. La productividad del coral en esta zona es una de las más altas del mundo, ya que absorbe unos 2500 gramos de carbono por metro cuadrado al año, frente a los 2200 gramos del bosque tropical y los 125 gramos del mar abierto.
En el interior, desde la zona de mareas hasta la cima de las montañas, hay una variada gama de vegetación, bosque nublado, tierras altas, palmeras, plantaciones, zonas dominadas por trepadoras del género Merremia, sabanas, bosque secundario nativo, fragmentos de árboles introducidos, zonas cultivadas, pantanos de agua dulce, pantanos de la palmera Nypa fruticans, bosques de atolones, bosques en zonas rocosas y playas. Hay unas 1230 especies de helechos y plantas con flor, de las cuales 782 son autóctonas, incluidas 145 especies de helechos nativos. En la isla de Ponapé hay unas 750 especies de plantas, de las cuales 110 son endémicas. Otras 457 especies han sido introducidas.

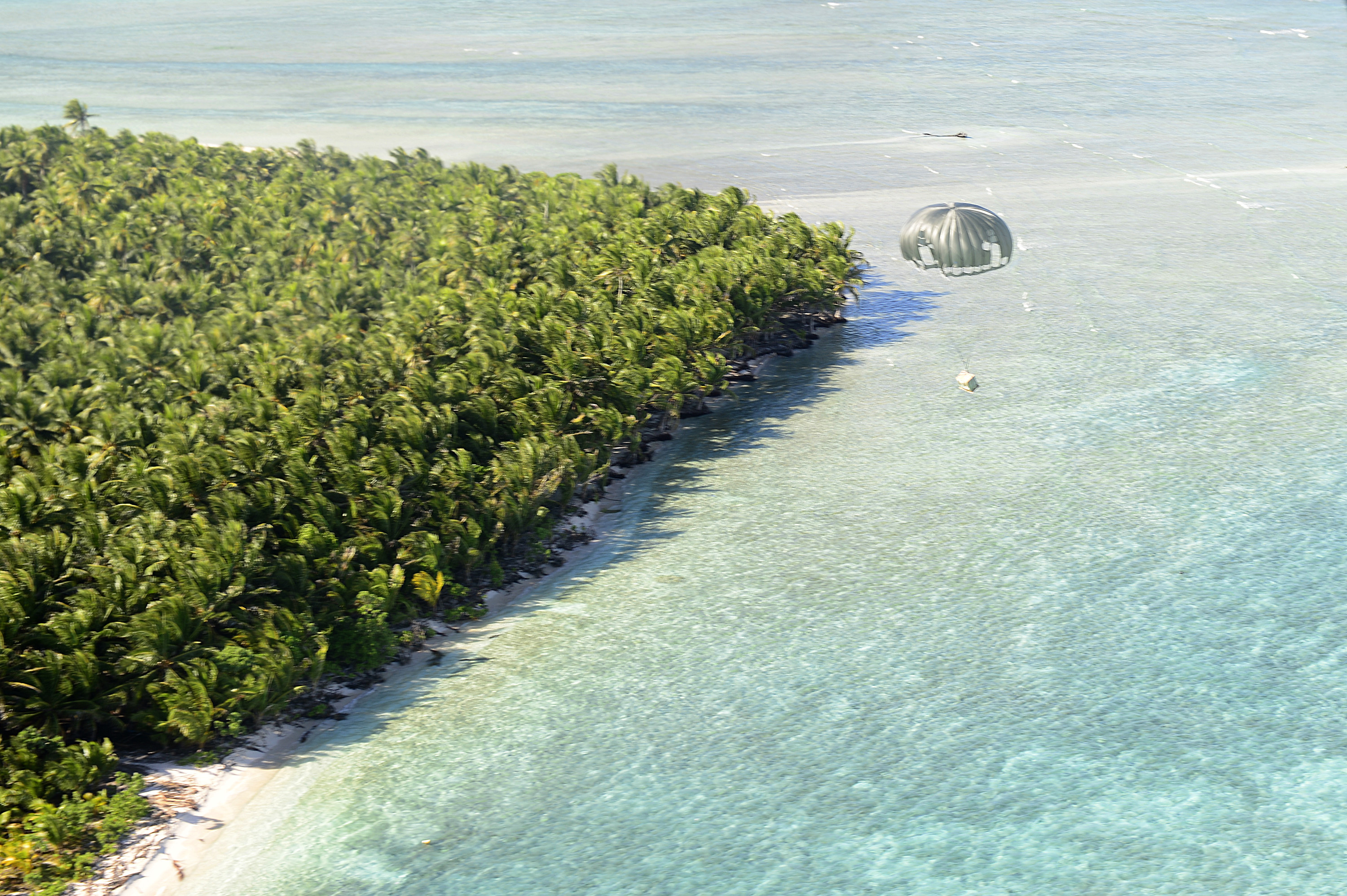
Isla de Ifalik, Estado de Yap

### Clima
El clima de los Estados Federados de Micronesia es ecuatorial, cálido, húmedo y lluvioso durante todo el año. Las islas están situadas al norte del ecuador y se ven afectadas por los constantes vientos alisios, que atemperan el clima. Las temperaturas mínimas oscilan todo el año entre los 22 y los 25.oC, y las máximas entre los 30 y los 32.oC. Las abundantes precipitaciones oscilan entre 2500 y 5000 mm anuales, aunque en las caras orientadas al viento pueden superar los 6000 mm. El monte Nahnalaud, de sólo 750 m de altura, en la isla de Ponapé, recibe una media de 10 160 mm, siendo uno de los lugares más lluviosos del planeta, con cielos casi siempre cubiertos. En general, las lluvias se producen por chubascos y tormentas de corta duración pero muy intensos. Los lugares más secos son los atolones planos, donde las precipitaciones pueden descender por debajo de los 3000 mm. Los meses más secos son enero y febrero, con no menos de 250 mm y 20 días de lluvia.

### Geología
Los Estados Federados de Micronesia (EFM) son un grupo de 607 pequeñas islas, conocidas como Islas Carolinas, en el Pacífico occidental. Comprende cuatro estados principales: Yap, Chuuk (Truk), Pohnpei (Ponape), y Kosrae (Kusaie), de oeste a este en las latitudes bajas del Pacífico en la región ecuatorial del norte.
Las islas de Yap forman un sistema de arco insular en el margen convergente oriental de la placa marina de Filipinas (PSP) y están conectadas con el arco insular de Palau en el sur y el sistema de arco de Izu-Mariana en el norte. Desde el punto de vista tectónico, el arco insular de Yap está situado en el margen de la placa de las Carolinas, que casi ha sido subductada por debajo de la placa marina de Filipinas.

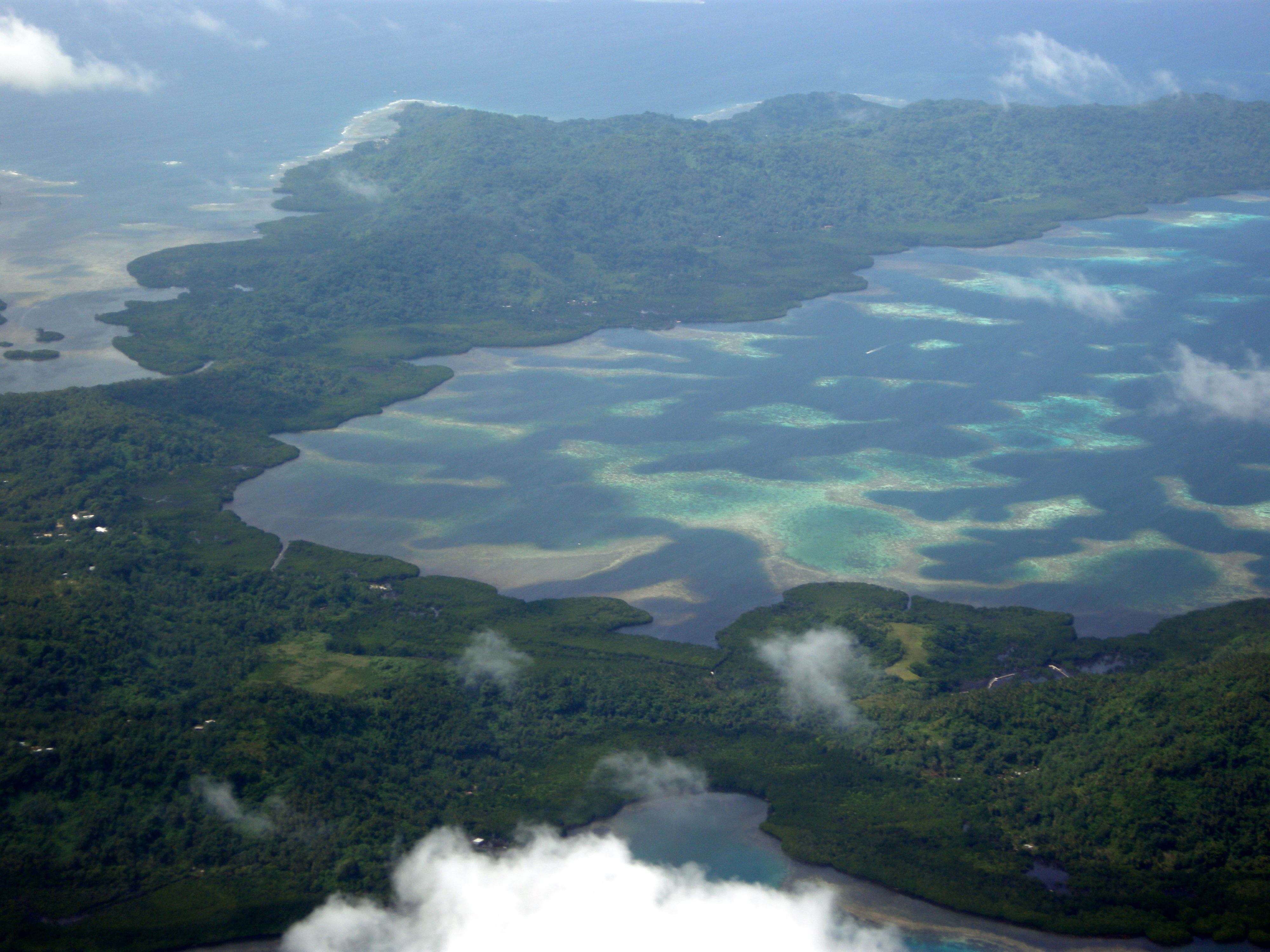
Vista aérea de las Islas Faichuk

Otros tres estados de los Estados Federados de Micronesia (Chuuk, Pohnpei y Kosrae) se encuentran en la placa del Pacífico, al este del sistema de trincheras Mariana-Yap-Palau, a lo largo de la dorsal de las Carolinas. Varias publicaciones describen la actividad volcánica de las Islas Carolinas y sus características petrológicas. A finales del siglo XX, varios estudios se centraron en las islas volcánicas, en las que se recogen datos geoquímicos y de antigüedad.
La mayoría de los autores sugieren un origen de punto caliente para las Islas Carolinas, sin embargo, las diferencias en la naturaleza geoquímica de las rocas volcánicas y la presencia de lavas subsaturadas y sobresaturadas de sílice en las mismas islas plantean una serie de preguntas sobre el origen sólo de punto caliente para estas islas
El primer informe geológico sobre las Islas Carolinas fue presentado por los japoneses en 1915. Basándose en el estudio petrográfico y geoquímico de las muestras de roca recogidas por ellos, se sugirió que los basaltos nefelinos de Chuuk son similares a las rocas de Pohnpei y se concluyó que su fuente de magma era la misma. Otros investigadores japoneses describieron la geología de las islas Carolinas. Realizaron un detallado estudio de campo en las islas Chuuk para la geología militar y presentaron petrografía detallada de las rocas volcánicas del atolón de Chuuk.
Ya bajo el dominio de Estados Unidos en 1974 se sugirió que las Islas Carolinas podrían haber formado parte de un arco insular relicto debido a la compleja batimetría de las islas. en 1977 se presentó de nuevo la teoría de un origen de punto caliente para las Islas Carolinas. Los resultados se basaron en un estudio comparativo de la batimetría de las Islas Carolinas con otras islas de origen de punto caliente. Se sugirió que las cadenas Carolinas y Kodiak-Bowie, que en la actualidad están siendo subducidas en las fosas del Pacífico, fueron en su día tan largas como la cadena hawaiana.

## Economía

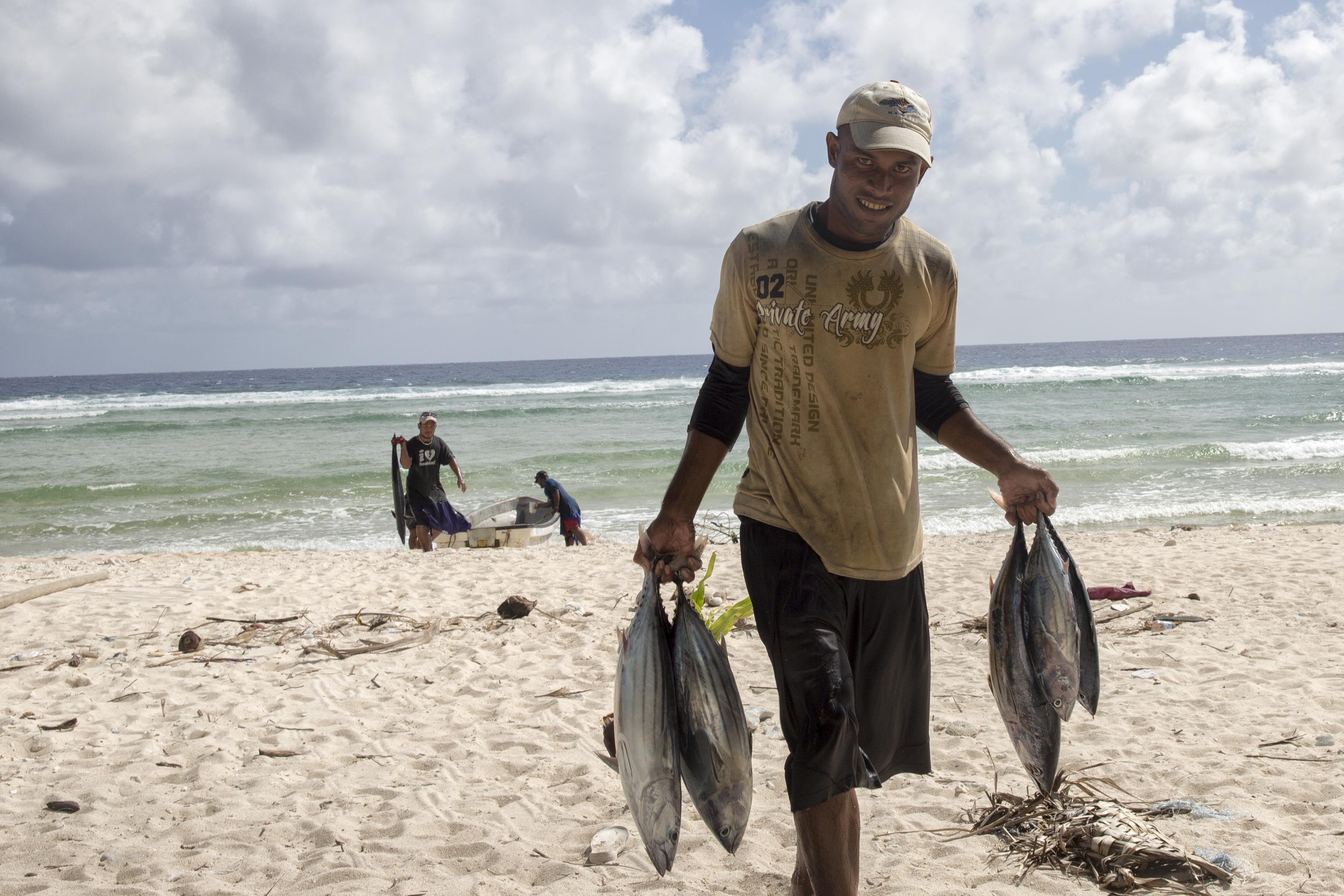
Pescador de la Isla de Fais, Estado de Yap

La actividad económica micronesia consiste sobre todo en la agricultura de subsistencia y en la pesca, cuyos productos se exportan principalmente a Japón. Muchas familias cultivan árboles del pan, taro, ñame, verduras y bananas para su propio consumo. Con excepción de los fosfatos, la actividad minera es irrelevante. El sector turístico tiene cierta importancia, con 17 000 turistas en 2002, pero faltan todavía infraestructuras capaces de acoger los posibles interesados.
La principal fuente de ingresos es la ayuda externa, proveniente de Estados Unidos, país con el que se encuentra asociado libremente, y que aportó en 2001 109 millones de dólares, que representan alrededor del 65 % de los ingresos del Estado. Otros países con aportaciones significativas son Australia y Nueva Zelanda. En comparación con los demás países miembros de los Estados Federados de Micronesia, Yap es un estado relativamente bien acomodado.
También es fuente de ingreso la emisión de sellos postales destinados, principalmente, al coleccionismo filatélico. El sector público representa todavía el 45 % del conjunto de la actividad económica, y el proceso de liberalización iniciado en 2002 no ha conseguido situar la economía en los términos pactados con Estados Unidos y el Banco Mundial.

## Infraestructura

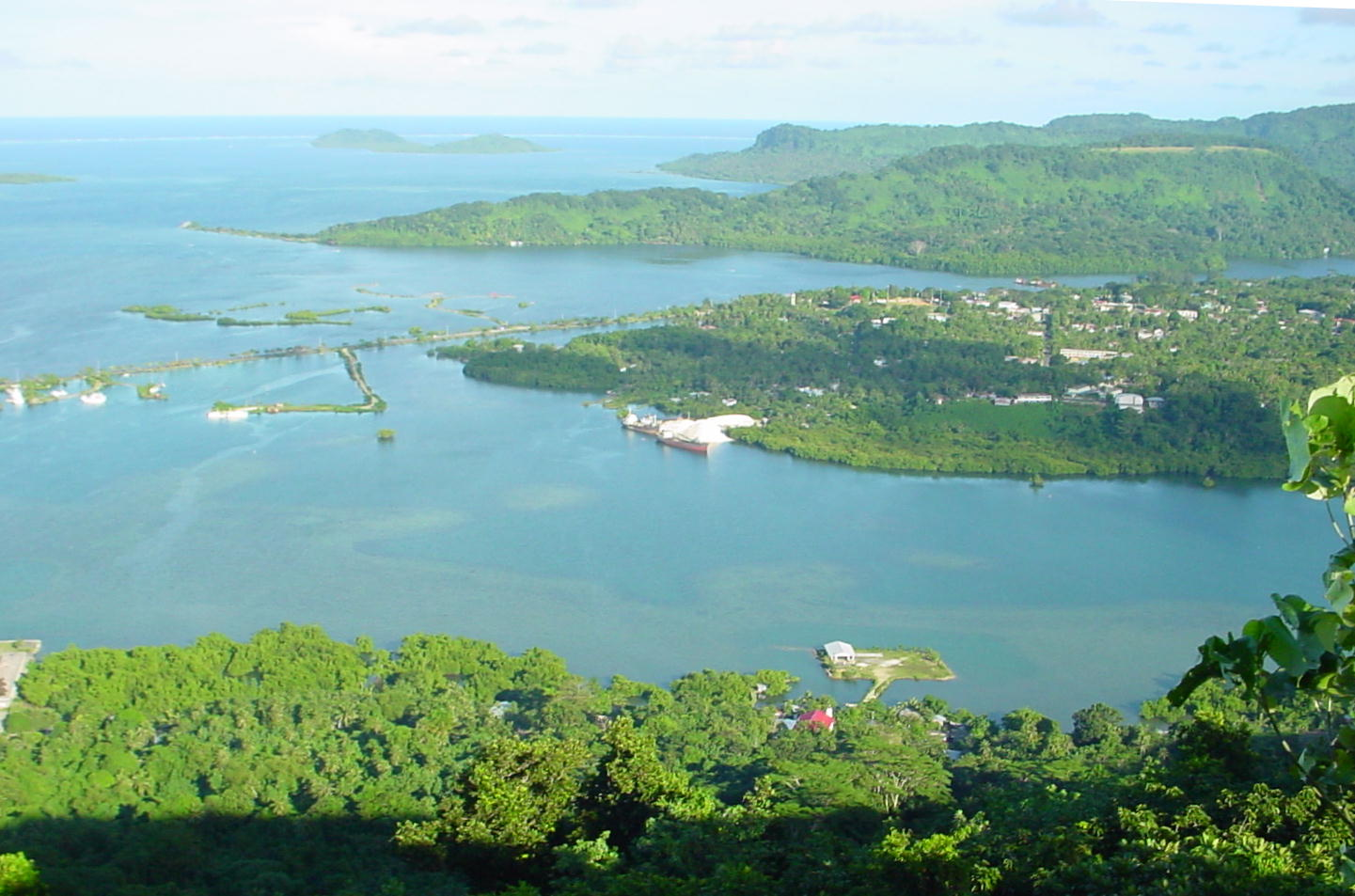
Vista de la localidad de Kolonia, en la isla de Ponapé.

Los Estados Federados de Micronesia cuentan con cuatro aeropuertos internacionales:
- Aeropuerto Internacional de Ponapé, en la isla principal de Ponapé.[55]
- Aeropuerto Internacional de Chuuk, en la isla principal de Chuuk.[56]
- Aeropuerto Internacional de Kosrae, en la isla principal de Kosrae.[57]
- Aeropuerto Internacional de Yap, en la isla principal de Yap.[58]

## Demografía
La población indígena de los Estados Federados de Micronesia, que principalmente es de etnia micronesia, se compone de varios grupos etnolingüísticos. La tasa de crecimiento poblacional se mantiene en un 3 % aunque aminorada por la creciente emigración. En Ponapé son comunes los casos de extremo daltonismo, conocido como acromatopsia.
Existe una creciente población de estadounidenses, australianos, europeos y residentes de China y las Filipinas. El crecimiento de la población sigue siendo elevado en más de un 3 % anualmente, lo que se compensa en cierta medida de emigración neta.

### Idiomas
El inglés es la lengua más popular, que se ha convertido en el lenguaje común del gobierno, y para la educación secundaria y terciaria. Fuera de las principales ciudades capitales de los cuatro Estados Federados de Micronesia, los idiomas locales son los más hablados como el ulithiano, woleaiano, yapés, ponapeano, kosraeano, y chuukés. Existen minorías de chino, japonés y español.[cita requerida]

### Salud
Se desconocen las condiciones sanitarias anteriores al contacto con España, pero cuando los europeos llegaron al Océano Pacífico, las poblaciones micronesias habían alcanzado un equilibrio demográfico.
Desde el siglo XIX hasta finales de ese mismo siglo, el aumento de los contactos se vio acompañado por la frecuente introducción de enfermedades infecciosas que devastaron las islas, matando a más del 30 % de la población. Desde el dominio alemán hasta el final de la ocupación japonesa en 1944, la introducción de la medicina occidental, incluida la vacunación, y las medidas sanitarias y de higiene permitieron controlar las epidemias y reducir las enfermedades parasitarias, respiratorias y gastrointestinales endémicas. Sin embargo, la población de las islas Yap, a diferencia de otras partes del país, siguió disminuyendo durante este periodo debido a las enfermedades.
A partir de la década de 1960, el aumento del nivel de vida provocó cambios en la dieta debido al incremento de la importancia de los alimentos importados. Las enfermedades no transmisibles, como la diabetes y las cardiopatías, son cada vez más frecuentes, quizá favorecidas por un componente genético en las poblaciones. La malnutrición infantil, que aumentó entre los años 50 y 80 debido en parte al escaso uso de la leche en polvo, ha ido disminuyendo de forma constante desde los años 90 con el retorno de la lactancia materna.

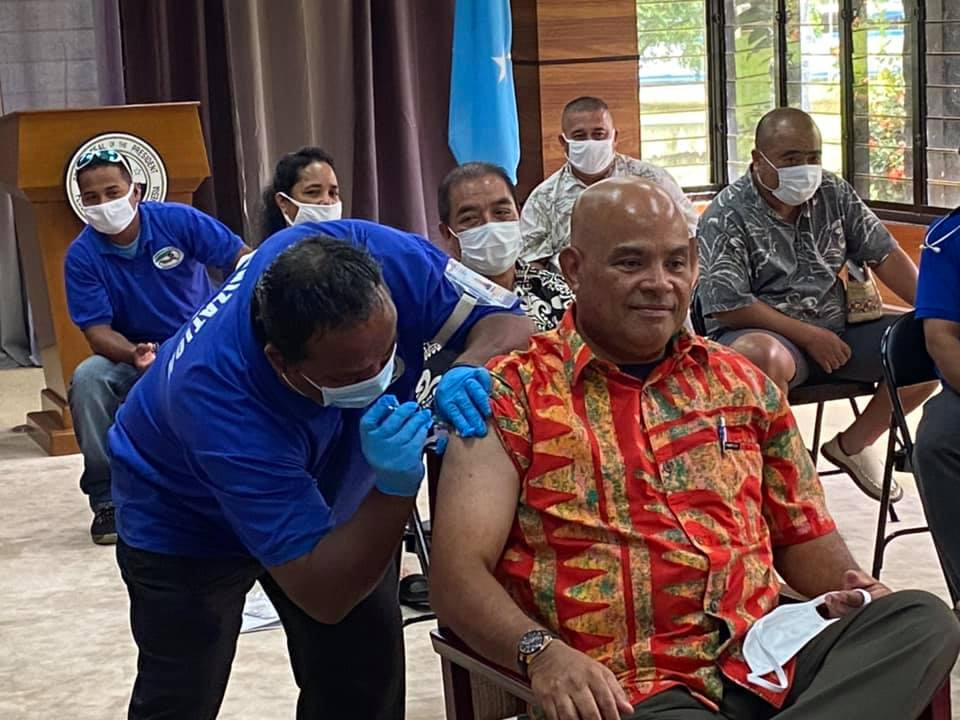
Vacunación del presidente David W. Panuelo en 2019

Los principales problemas de salud encontrados a principios de la década de 2000 son las enfermedades crónicas, como la hipertensión arterial, la diabetes, debido a los cambios en las prácticas alimentarias, y el cáncer. La lepra y la tuberculosis afectan a muchos micronesios. En 2013, los Estados Federados de Micronesia no disponen de centros de salud mental ni de psiquiatras o psicólogos.
Pingelap, en el estado de Ponapé, destaca por la prevalencia de una forma extrema de daltonismo llamada acromatopsia, y conocida localmente como maskun. Aproximadamente el 5 % de los 3000 habitantes del atolón están afectados.
El sistema sanitario se desarrolló bajo la administración naval estadounidense tras la Segunda Guerra Mundial, cuando la Armada de EE. UU. patrocinó a estudiantes para que se formaran como asistentes médicos y de enfermería en Guam. En la década de 1960 hubo un programa de construcción de dispensarios, seguido de la construcción de hospitales, ambos financiados y dotados de personal por el gobierno estadounidense. En el marco del Programa de Atención Sanitaria de las Islas del Pacífico, los pacientes eran enviados al Centro Médico del Ejército de Tripler, en Hawái, para recibir un tratamiento que no estaba disponible en Micronesia. Tras la independencia, el gobierno tuvo dificultades para hacer frente a estos gastos, y redujo las instalaciones locales para poder pagar las derivaciones, que seguían contando con el apoyo financiero y técnico de Estados Unidos.
El gasto total en salud en el país fue de 473 dólares per cápita en 2014. Esto suponía alrededor del 13,7 % del PIB.
Desde 1990, los gobiernos de los cuatro estados de la federación son plenamente responsables de las cuestiones relacionadas con la salud, y la mayor parte de la legislación médica sanitaria es de competencia estatal. Una parte importante de la financiación del sistema médico procede de Estados Unidos. El gasto sanitario total en el país fue de 473 dólares per cápita en 2014. Esto representa alrededor del 13,7 % del PIB. El sistema sanitario se considera adecuado para prestar asistencia, pero el aislamiento geográfico de las islas dificulta la obtención y el almacenamiento de suministros, así como el acceso a la asistencia.
Según la ONU, en 2019, la tasa de mortalidad infantil por cada mil nacidos vivos se estima en 21,8 para las mujeres y 27,2 para los hombres. La esperanza de vida al nacer es de 66,2 años para los hombres y de 69,6 años para las mujeres.

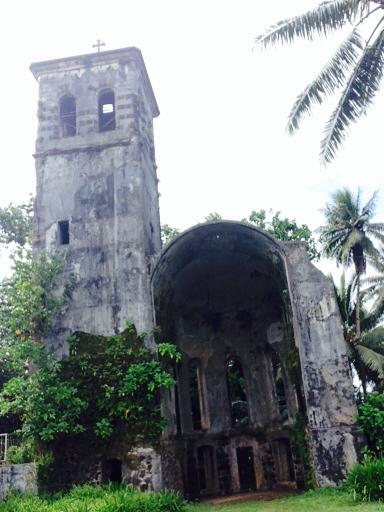
Campanario de la Catedral de Ponape, en Kolonia, en la isla de Pohnpei, construido en 1909 por los misioneros capuchinos (Católicos) del Imperio Alemán

### Religión
Los Estados Federados de Micronesia son cristianos en un 97 %. En general esto se debe a la historia colonial española y alemana. La dominación española hizo que una gran parte de la población siga siendo católica. Durante el periodo colonial alemán, hasta 1914, se desplegaron misioneros católicos y protestantes del Imperio Alemán.
Más de la mitad de la población sigue a la Iglesia católica (55 %) y alrededor del 42 % sigue a varios grupos cristianos protestantes. Varias denominaciones protestantes, así como la Iglesia católica, están presentes en todos los estados de Micronesia en proporciones muy diferentes. La mayoría de los grupos protestantes tienen sus raíces en los misioneros congregacionalistas estadounidenses. En la isla de Kosrae, la población es de aproximadamente 7800 habitantes; el 95 % son protestantes. En Pohnpei, la población de 35 000 habitantes se divide por igual entre protestantes y católicos. La mayoría de los inmigrantes son católicos filipinos que se han unido a las iglesias católicas locales, por ejemplo, la Iglesia Católica de Nuestra Señora de la Merced en Pohnpei.
En los estados de Chuuk y Yap, se calcula que el 60 % son católicos y el 40 % protestantes. Entre los grupos religiosos minoritarios se encuentran los bautistas, las Asambleas de Dios, el Ejército de Salvación, los Adventistas del Séptimo Día, los Testigos de Jehová, la Iglesia de Jesucristo de los Santos de los Últimos Días (mormones) y la Fe Baháʼí. Hay un pequeño grupo de budistas en Pohnpei y un pequeño grupo de musulmanes ahmadiyya tanto en Pohnpei como en Kosrae. La asistencia a los servicios religiosos suele ser elevada; las iglesias cuentan con el apoyo de sus feligreses y desempeñan un papel importante en la sociedad civil.
En la década de 1890, en la isla de Pohnpei, los conflictos intermitentes y la conversión de los líderes de los clanes dieron lugar a divisiones religiosas a lo largo de las líneas de los clanes que persisten en la actualidad. En la parte occidental de la isla viven más protestantes, mientras que en la parte oriental viven más católicos. Los misioneros de muchas tradiciones religiosas están presentes y operan libremente. La Constitución establece la libertad de religión, y el Gobierno suele respetar este derecho en la práctica. En 2007, el gobierno de EE. UU. no recibió ningún informe sobre abusos sociales o discriminación basada en creencias o prácticas religiosas.

### Educación
La educación en los Estados Federados de Micronesia es obligatoria para los ciudadanos de 6 a 13 años y es importante para su economía. La tasa de alfabetización de los ciudadanos de 15 a 24 años es del 98,8 %.

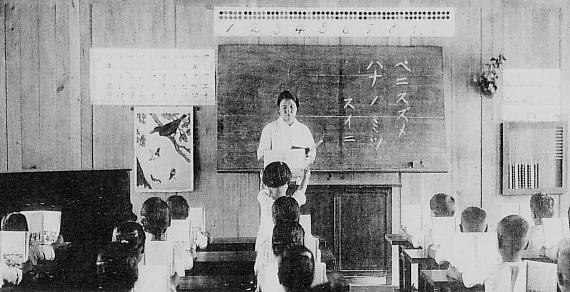
Una Escuela Japonesa en la Isla de Truk (ahora estado de Chuuk)

El organismo nacional de educación es el Departamento de Educación de los Estados Federados de Micronesia. Cada estado tiene sin embargo su propia agencia de educación que gestiona las escuelas públicas.
- Departamento de Educación de Chuuk
- Departamento de Educación de Kosrae
- Departamento de Educación de Pohnpei
- Departamento de Educación de Yap

El Colegio de Micronesia es la institución terciaria.
Antes de la influencia del Imperio Español, la educación en Micronesia apenas se distinguía de las experiencias de la vida cotidiana y las oportunidades de aprendizaje improvisadas. La influencia española a partir del siglo XVII cambió la experiencia de aprendizaje de los micronesios a lo que ocurría en las escuelas. Este sistema también recibió la influencia del Imperio Alemán a partir de 1899. Los japoneses llevaron su estricto modelo de educación a Micronesia en 1914. Tras la Segunda Guerra Mundial, Estados Unidos llevó su propio modelo de educación a Micronesia e introdujo la enseñanza en Inglés.

## Cultura

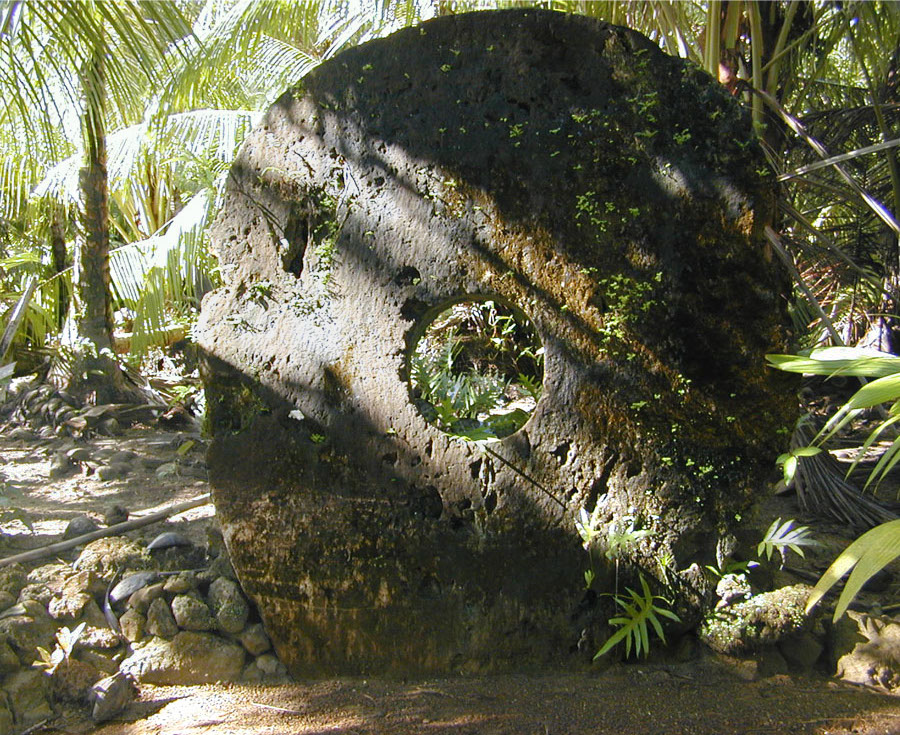
Una piedra rai

Aunque cada uno de los cuatro Estados tiene su propia cultura y tradiciones, existen lazos culturales y económicos que unen al país desde siglos. Uno de los rasgos culturales comunes son los sistemas de clanes, generalmente matriarcales. Estos clanes pueden incluso extenderse a más de una isla del país, creando un sistema de relaciones complejo. Otro rasgo común de la cultura micronesia es la importancia de las familias extensas tradicionales, donde los hogares incluyen a los padres, abuelos, hijos, primos e incluso parientes más lejanos.
La isla de Yap es famosa por su "dinero de piedra" conocido como piedras rai, unos grandes discos de caliza, de hasta 4 metros de diámetro y un gran agujero en el centro. Al ser de tan gran tamaño, en general no se cambia de sitio la piedra, sino lo que se traspasa es la propiedad. Hay cinco tipos principales: Mmbul, Gaw, Rai, Yar y Reng, esta última de tan solo 0.3 metros de diámetro. Su valor se basa tanto en el tamaño como en su historia. La mayoría de ellas provienen de otras islas, ya que no hay calcita en Yap, algunas incluso tan lejanas como Nueva Guinea, aunque casi todas provienen de Palaos. Se calcula que hay unas 6500 monedas repartidas por toda la isla.
Las Lamelamen eoranei (prácticas religiosas tradicionales) son parte integrante de la seguridad, el control y la continuidad de los micronesios. Las prácticas religiosas formalizaron la relación de las personas con el medio ambiente y entre sí a lo largo de la historia. Por ejemplo, las prácticas de conservación del medio ambiente ordenan a la gente que trate y respete la naturaleza, ya que ésta proporciona el sustento para la vida.

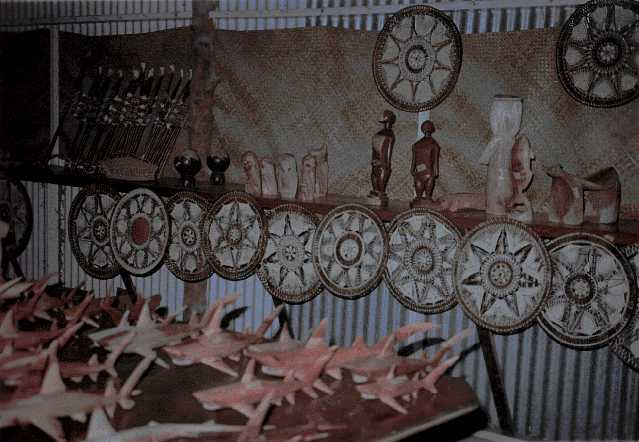
Artesanías de Ponape

Los lugares sagrados, como los espacios especiales designados, las rocas, los árboles y los lugares en el arrecife, tienen un valor histórico significativo, como puede explicarse por las narraciones de los distintos clanes. Por ejemplo, cada espacio designado puede honrar el carácter sagrado de los antepasados de ese clan. La sacralidad connota la restricción del acceso a la tierra y al arrecife, que está reservado sólo para los miembros de ese clan, lo que se conoce como aan shon ainang (área designada para un clan o subclan en particular). La gente respeta estas zonas reservadas, ya que deshonrarlas supondría violencia entre las familias extensas de los autores y los guardianes de las zonas sagradas.
El respeto ayuda a mantener el equilibrio entre las personas de diferentes clanes y el medio ambiente. Como en el dicho popular tradicional, "liwini ngeni pwal neningeni' (lit. 'una buena acción merece otra').

### Estructura Social
La organización social refleja las diferentes unidades de la comunidad presentes en cada isla o grupo de islas según el patrón de los diferentes sistemas de ainang. El ainang es una unidad basada en el parentesco que suele traducirse en un clan diseñado para perpetuar la continuidad local y regional; se centra en las relaciones sociales.
Los ainang (miembros del clan) heredan naturalmente su identidad primero por el ainang de la madre y luego por el ainang del padre. En Chuuk, y en algunas partes de Yap y Pohnpei, predomina la matrilinealidad, pero también se está vinculado al clan del padre como afaker.

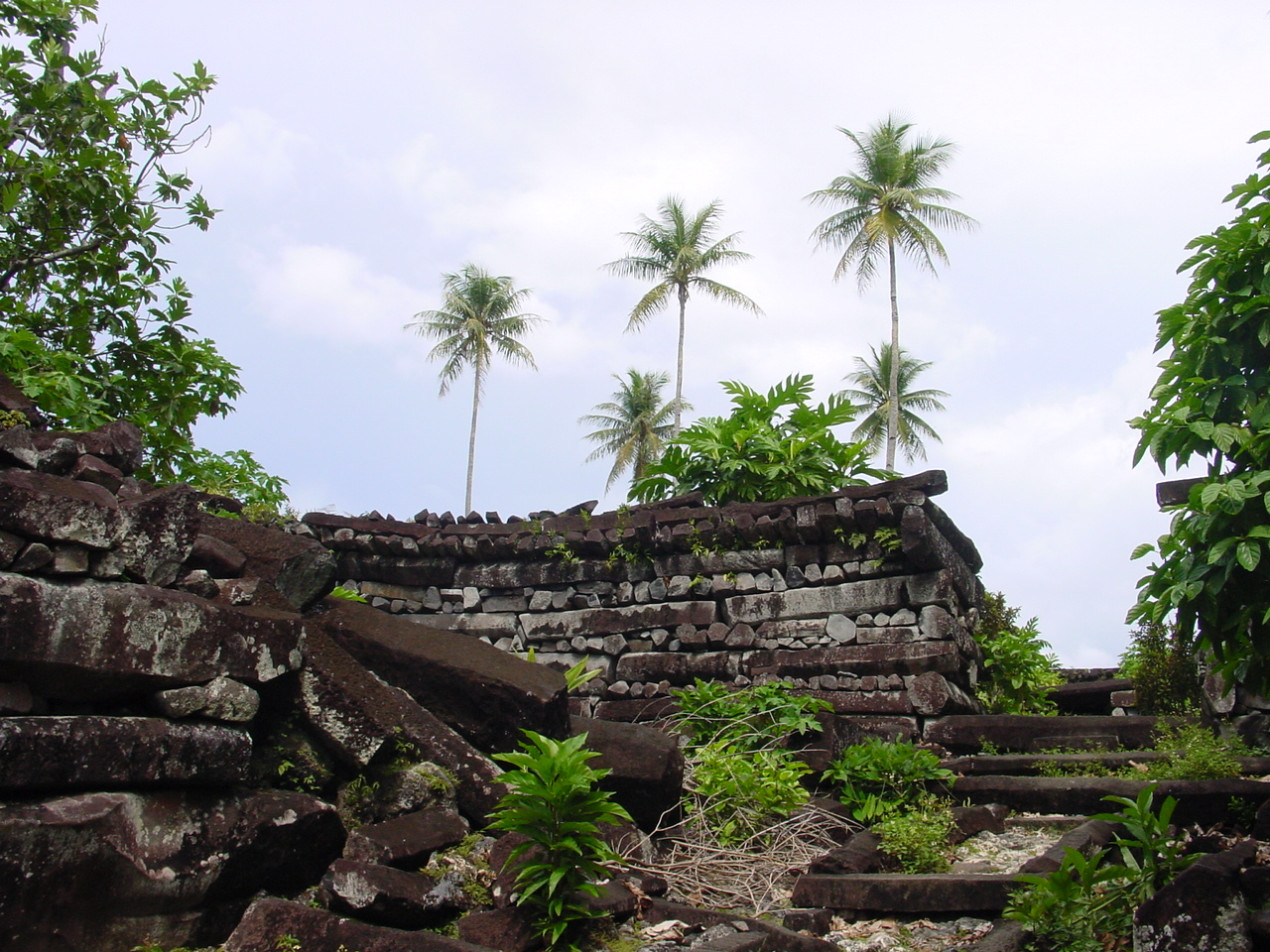
Ruinas de Nan Madol en Pohnpei fue la capital de la dinastía Saudeleur hasta aproximadamente 1628

Esta doble pertenencia transmite derechos y obligaciones a la siguiente generación. Esto, a su vez, mantiene la conexión con los parientes de uno y asigna el rango de cada uno en el sistema ainang de las islas.
El grado de obligación de los miembros individuales depende de su posición social en el clan. Como mínimo, se espera que uno sea leal para tener acceso a los recursos económicos y al estatus social del ainang. Cada miembro debe defender la integridad del clan. Los habitantes de cada isla crearon sus propias leyes consuetudinarias para salvaguardar sus recursos.
Las diferencias en las organizaciones sociales son más notables entre las islas volcánicas y las bajas. Esto también afectó a la forma en que los isleños se respondían entre sí dentro de los archipiélagos de Micronesia. Por ejemplo, los isleños de las pequeñas islas coralinas no comparten muchas de las costumbres practicadas por los isleños de las islas montañosas como Yap, Pohnpei y Kosrae, que están más jerarquizados socialmente debido a su masa terrestre comparativamente grande y a su mayor población.

### Danzas tradicionales
Las danzas tradicionales de las islas principales incluyen la "danza del palo" en Pohnpei, Chuuk y Yap, las danzas de pie en Chuuk y las danzas sentadas en Yap y Chuuk. Los yapeses son especialmente conocidos por su destreza en la danza. La danza del bastón yapense es interpretada por hombres, mujeres y niños a la vez, mientras que las danzas de pie son interpretadas por mujeres o por hombres y niños, pero nunca por ambos a la vez. Los hombres participan en varias competiciones de baile, que están segregadas por castas; las castas inferiores tienen algunos bailes distintos, como la danza de pie de la mujer, pero sólo pueden bailar cuando lo autoriza una persona de una casta superior. 

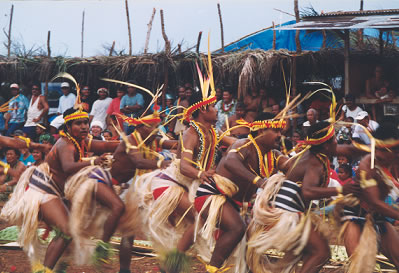
Bailarines en traje tradicional celebrando el Día de Yap

Chuuk comparte muchos de los estilos de baile similares con Yap debido a la herencia cultural similar con Chuuk y las islas exteriores de Yap. La danza más misteriosa y rara de Chuuk es la llamada "danza de la luz de la luna", una de las pocas danzas en las que bailan juntos hombres y mujeres. Sólo puede realizarse durante la luna llena con el permiso del jefe de la aldea. Tradicionalmente, era una forma de que los jóvenes, hombres y mujeres, se reunieran.

### Patrimonio inmaterial
El calendario de fiestas oficiales es fijo todos los años para el país en conjunto, estando fijadas las siguientes fiestas:
| Fecha           | Nombre                                     | Notas                                 |
| --------------- | ------------------------------------------ | ------------------------------------- |
| 1 de enero      | Año Nuevo                                  |                                       |
| 10 de mayo      | Día de los Estados Federados de Micronesia | Aniversario de la Constitución        |
| 24 de octubre   | Día de las Naciones Unidas                 |                                       |
| 3 de noviembre  | Día de la independencia                    | Aniversario del fin del protectorado. |
| 25 de diciembre | Día de Navidad                             | Nacimiento de Jesús                   |

Si una fiesta cae en domingo, se celebra en todo el país el lunes siguiente. De igual forma, si una fiesta cae en sábado, se celebra el viernes precedente.
Por otra parte, cada Estado tiene sus fiestas particulares:
| Fecha                      | Nombre                           | Estado         | Notas |
| -------------------------- | -------------------------------- | -------------- | ----- |
| 11 de enero                | Día de la Constitución de Kosrae | Kosrae         |       |
| 1 de marzo                 | Día de Yap                       | Yap            |       |
| Marzo o abril              | Viernes Santo                    | Ponapé         |       |
| Marzo o abril              | Domingo de Resurrección          | Ponapé         |       |
| 31 de marzo                | Día de la Cultura                | Chuuk y Ponapé |       |
| 21 de agosto               | Día del Evangelio                | Kosrae         |       |
| 8 de septiembre            | Día de la Liberación             | Kosrae         |       |
| 11 de septiembre           | Día de la Liberación             | Ponapé         |       |
| 1 de octubre               | Día de la Constitución de Chuuk  | Chuuk          |       |
| 8 de noviembre             | Día de la Constitución de Ponapé | Ponapé         |       |
| Cuarto jueves de noviembre | Día de Acción de Gracias         | Chuuk          |       |
| 24 de diciembre            | Día de la Constitución de Yap    | Yap            |       |

## Deporte

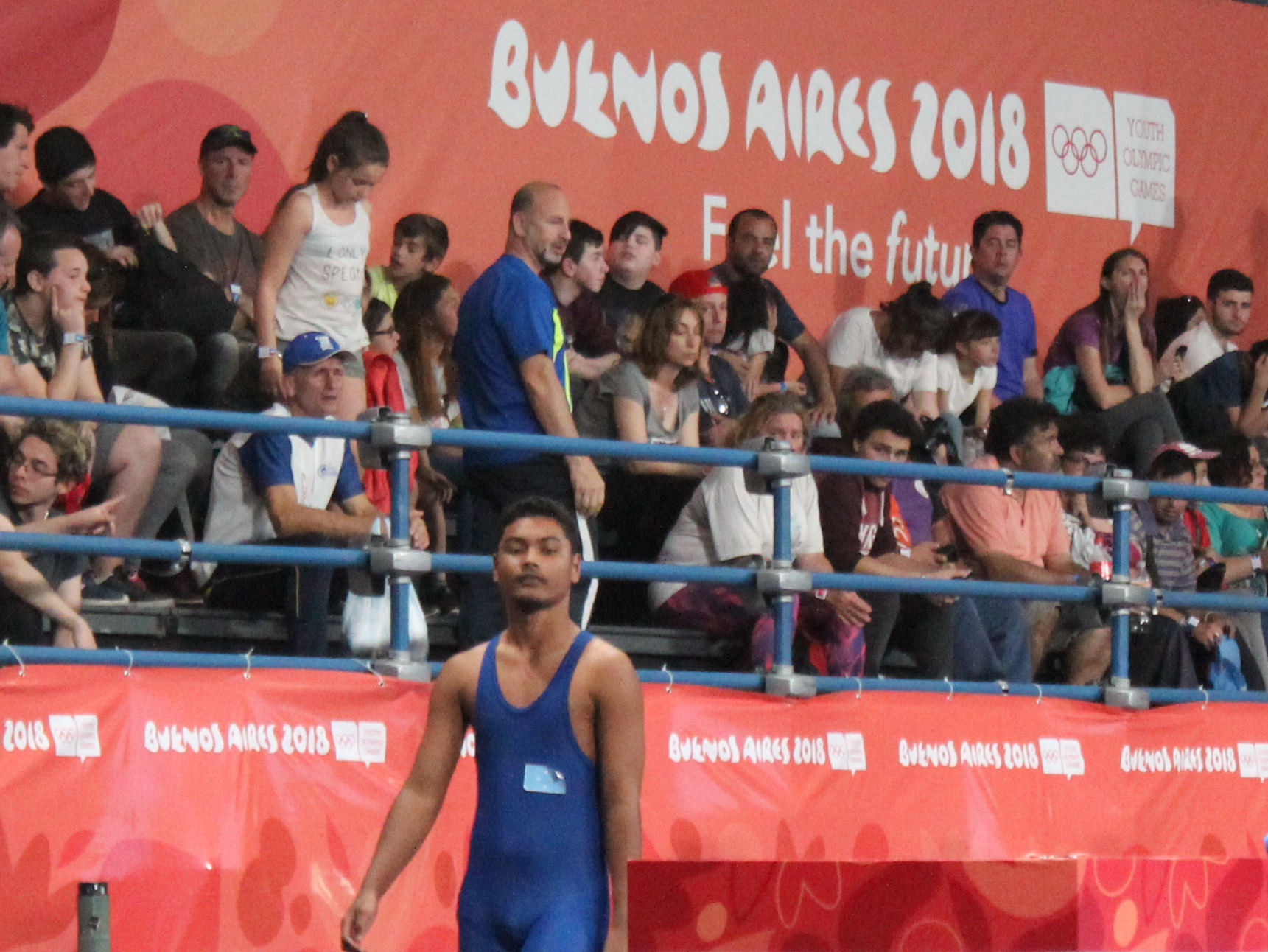
Valentine Yairegpie en los Juegos Olímpicos Juveniles de Verano Buenos Aires (Argentina) 2018

La mayoría de los deportes que se practican hoy en día fueron introducidos por las naciones extranjeras que ocuparon las islas de la región de Micronesia. Los más populares son el atletismo, el béisbol, el baloncesto y el fútbol. También se compite con la va'a, una canoa con balancín. La selección de fútbol de Micronesia ha jugado muy pocos partidos. El últimó fue en 2003, y cada uno de los 4 estados presentó su propio equipo en las competiciones regionales. Cabe destacar que el equipo de fútbol sub-23 participó en los Juegos del Pacífico 2015 celebrados en Papúa Nueva Guinea. Actualmente ostentan el récord de goles en contra en un partido (derrota por 46-0 ante Vanuatu).
El Comité Olímpico Nacional de los Estados Federados de Micronesia se fundó en 1995 y fue reconocido por el Comité Olímpico Internacional en 1997. Desde su primera participación en los Juegos Olímpicos de Verano en el año 2000, Micronesia ha participado en todas las ediciones, pero aún no ha ganado ninguna medalla.
El Gobierno de Micronesia organizó los Juegos de los Estados Federados de Micronesia en 1995, 1997 y 2001. Esta competición multideportiva para los ciudadanos de los Estados Federados de Micronesia incluía doce o trece deportes según la edición. Los atletas de Micronesia participan regularmente en los Juegos de Micronesia, los Minijuegos del Pacífico Sur y los Juegos del Pacífico Sur. Los Juegos de Micronesia de 2002 y 2014 se celebraron en el estado de Pohnpei. Los Juegos de Micronesia de 2018 se celebraron en el estado de Yap.
El atleta micronesio más conocido en Oceanía es el levantador de pesas Manuel Minginfel, múltiple medallista de oro en competiciones regionales y continentales y medalla de plata en el Campeonato Mundial de Halterofilia de 2006. También ha competido en cuatro Juegos Olímpicos de Verano.